# Anvers
Pour les articles homonymes, voir Anvers (homonymie).
Pour l’article ayant un titre homophone, voir Envers.
Anvers (prononcé /ɑ̃.vɛʁs/, en néerlandais : Antwerpen) est une ville belge dans la Région flamande, chef-lieu de la province d'Anvers et de l'arrondissement administratif du même nom, située au cœur de la Dorsale européenne.
Le 1er janvier 2025, la commune d’Anvers était la plus peuplée de Belgique, devant Gand et Charleroi, avec 562 002 habitants. L’agglomération anversoise compte 1 250 000 habitants, ce qui la classe deuxième de Belgique, après Bruxelles. Anvers est par sa superficie la troisième commune et ville de Belgique, avec 208,22 km2, juste après Bastogne et Tournai.
Archétype de la ville bourgeoise-marchande depuis le Bas Moyen Âge, elle constitue alors, selon Fernand Braudel, le centre du commerce international et de la haute finance tout au long du XVIe siècle. Anvers abrite depuis 1931 le plus ancien et l'unique gratte-ciel d'Europe jusqu'en 1949, la Boerentoren (Tour des paysans), et dispute à Venise l'invention de la comptabilité en partie double. Anvers est connue pour abriter parmi les plus prestigieux diamantaires, avec Londres et Amsterdam, ainsi que la plus importante bourse de diamants au monde, l'Antwerpse Diamantkring. Elle abrite également une grande concentration d'établissements d'audit et de conseil. Enfin, le port d'Anvers (deuxième port commercial d'Europe en termes d'activités et de tonnage après celui voisin de Rotterdam aux Pays-Bas) joue un rôle majeur dans la mondialisation des activités économiques européennes.
Les Anversois sont aussi appelés les Sinjoren, de l’espagnol señor, héritage de l'époque où elle faisait partie de l'Empire habsbourgeois de Charles Quint. La ville est souvent appelée ’t Stad (« La Ville ») et parfois de koekenstad (« la ville des biscuits ») par allusion aux koffiekoeken (nl) d’Anvers, biscuits recouverts d'un fin glaçage au café réputés dans toute la Belgique.

## Toponymie

### Attestations anciennes
Le nom de la localité est attesté aux VIIe et VIIIe siècles sous les formes latinisées Antwerpo, Antwerpis, Andwerpo, Antwerpae et Andwerpae.

### Étymologie

#### Origine mythique

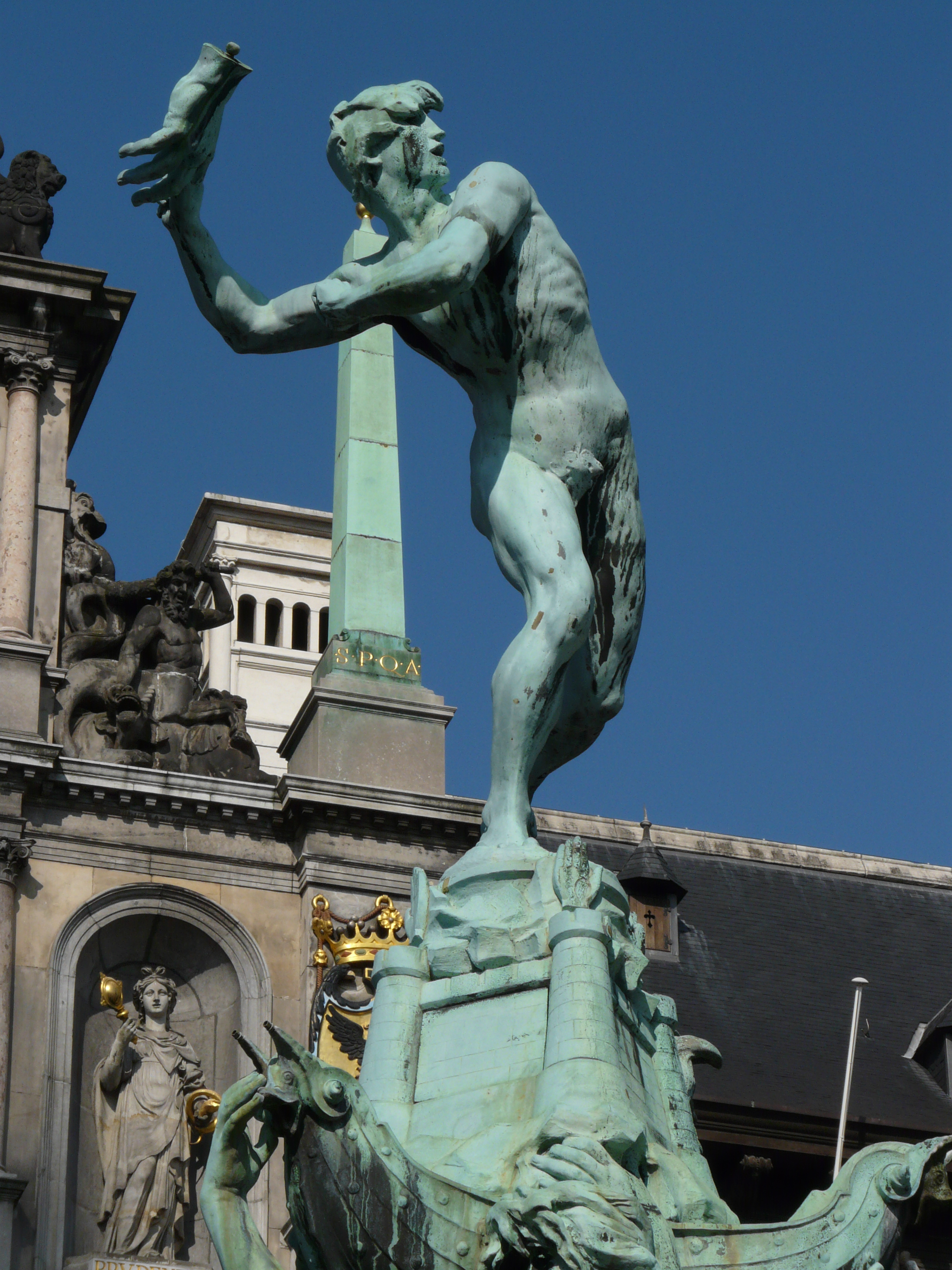
Brabo jetant la main d'Antigoon.

Selon la légende populaire, un pirate géant et méchant brigand, Druoon Antigoon, collectait un droit de passage totalement prohibitif sur les bateaux qui passaient et coupait sans pitié la main de ceux qui refusaient de payer. Un soldat romain, moins couard que les habitants, Silvius Brabo, tua l'ogre, lui coupa à son tour la main et la jeta dans l'Escaut. D'où le nom populaire flamand « Hantwerpen » ou « Handwerpen » signifiant « jet de la main ou des mains » (de hand « main » et de werpen « jeter »), devenu Antwerpen.
Il s'agit d'une étymologie populaire, embellie par la légende qui est à l'origine d'un rituel du carnaval et de nombreuses œuvres d'art locales, en particulier une statue emblématique de la ville d'Anvers.

#### Études modernes
La graphie Anvers proviendrait de l'accusatif Antverpas ou Andwerpas en latin médiéval[réf. nécessaire] ou de l'espagnol Amberes.
Antwerpen représente un composé germanique du type *anda-werpum, sur anda « contre, opposé à » + werpum, datif pluriel de werpa- au sens de « jetée », « avancée de terre ». Il a été romanisé en Anvers.

### Prononciation

#### Anvers
La prononciation utilisée en Belgique francophone est [ɑ̃.vɛʁs], ce qui correspond à l’étymologie, et serait la forme traditionnelle.
Une prononciation utilisée parfois en France est [ɑ̃.vɛʁ]. Certains spécialistes comme Pierre Fouché et Jean-Marie Pierret affirment que c'est cette prononciation qui serait la forme traditionnelle. La prononciation [ɑ̃.vɛʁs], utilisée notamment par les Belges, serait alors une déformation due à l'influence de la graphie,.

#### Antwerpen
Antwerpen est prononcé [ˈɑnt.ɥɛr.pə(n)] en Belgique et dans les provinces méridionales des Pays-Bas (Zélande, Brabant-Septentrional et Limbourg) mais [ɑnt.ʋɛɾ.pǝⁿ] ou même [ɑnt.fɛɾ.pǝⁿ] au nord.

## Géographie

### Répartition administrative

#### Fusion des communes et formation des districts
Le 1er janvier 1983, le territoire de la commune d'Anvers a été étendu aux sept communes périphériques (Berchem, Borgerhout, Deurne, Ekeren, Hoboken, Merksem et Wilrijk). Les anciennes communes annexées furent transformées en districts anversois, comme l'était déjà depuis 1958, celui de Berendrecht-Zandvliet-Lillo.
Il y a une grande différence au niveau de la gestion hiérarchique des entités par rapport aux autres communes belges : elles sont administrées par le conseil du district et le collège du district.

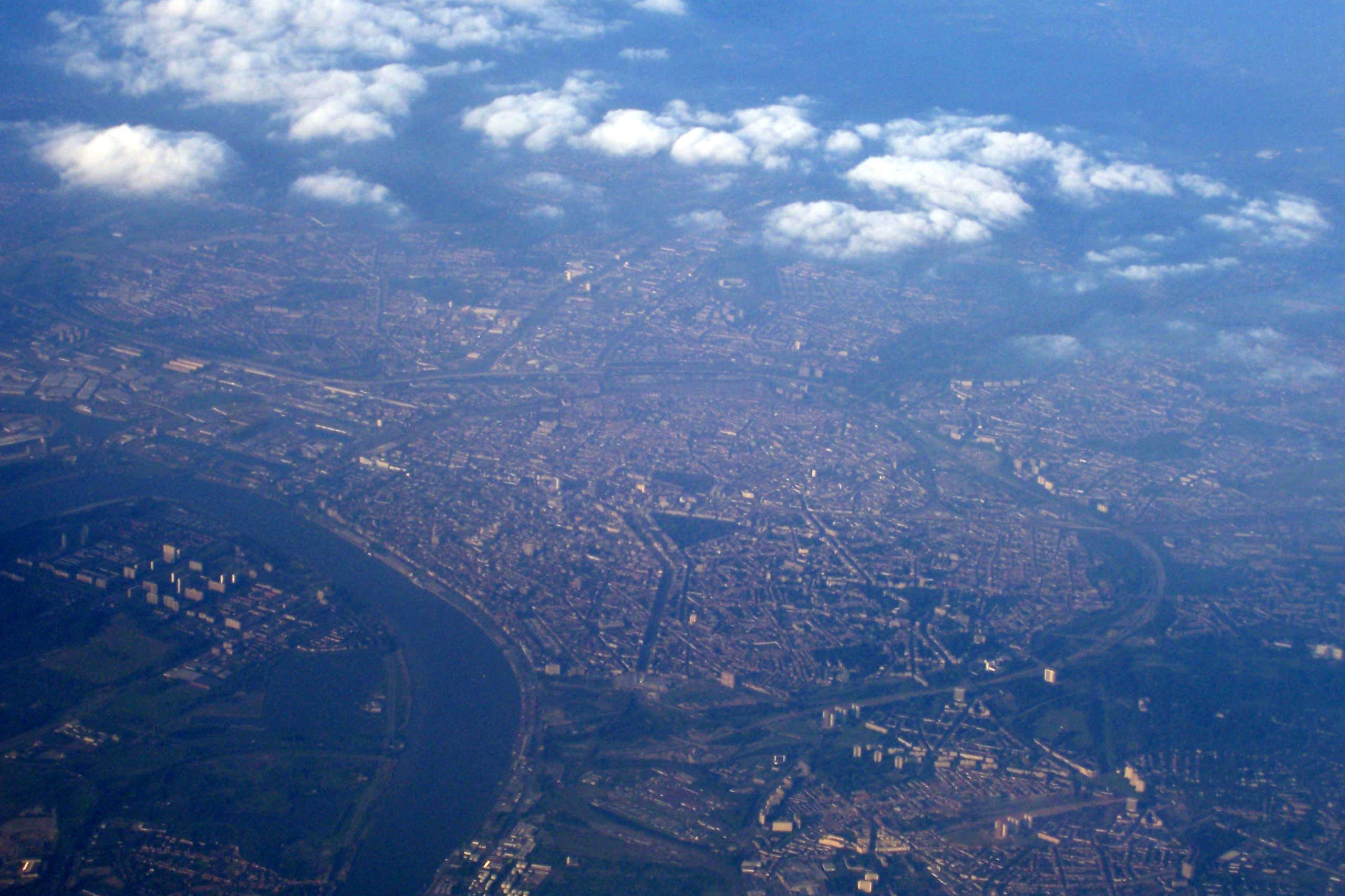
Anvers depuis le ciel.

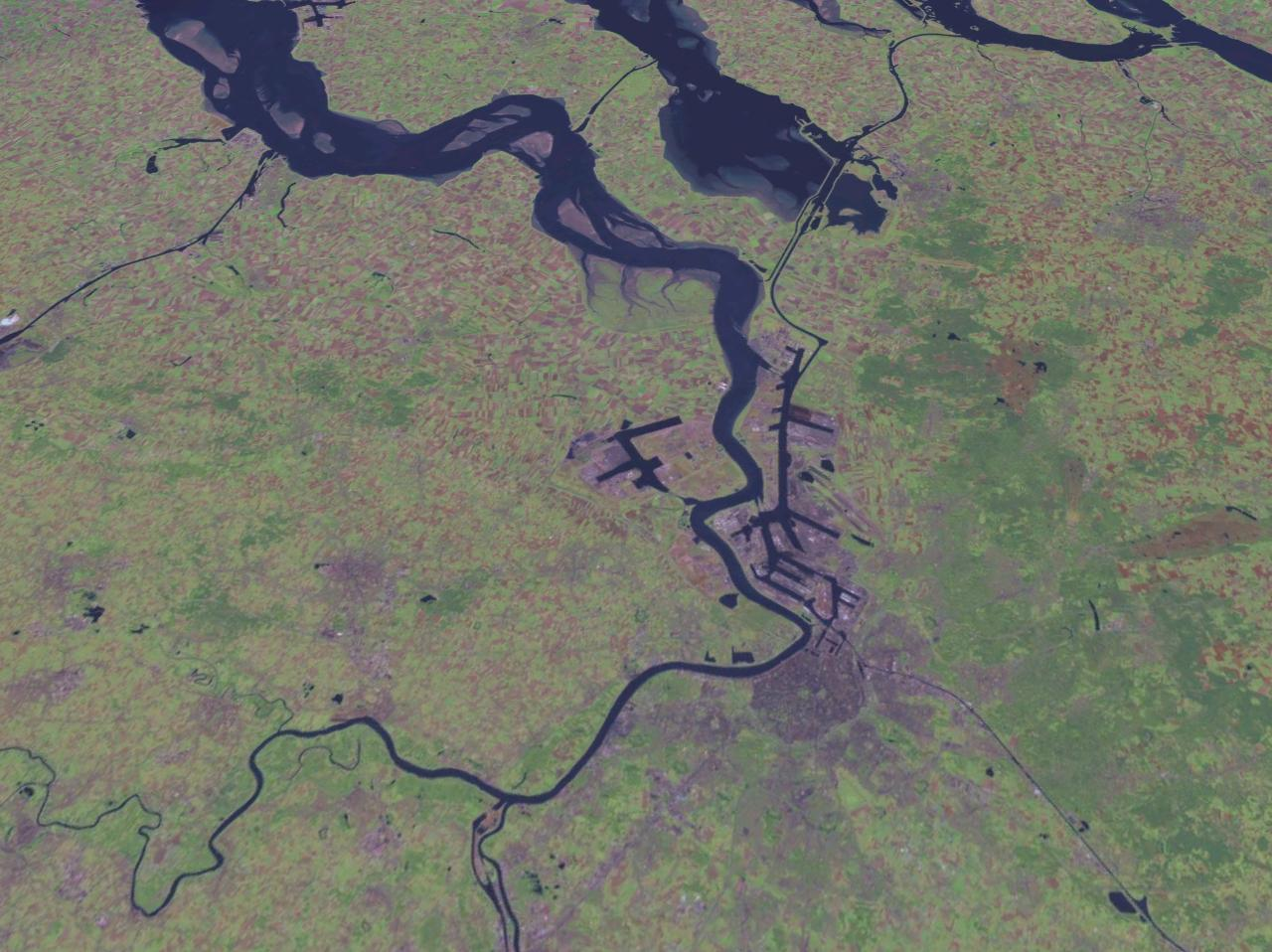
Photo satellite de l'Escaut à proximité d'Anvers.

| #  | Section                       | Superf. (km²) | Habitants (2020) | Habitants par km² | Code INS |
| -- | ----------------------------- | ------------- | ---------------- | ----------------- | -------- |
| 1  | Anvers                        | 82,99         | 193.043          | 2.326             | 11002A-J |
| 2  | Berchem                       | 5,72          | 43.433           | 7.600             | 11002T   |
| 3  | Borgerhout                    | 3,90          | 45.998           | 11.780            | 11002S   |
| 4  | Deurne                        | 13,03         | 80.670           | 6.193             | 11002R   |
| 5  | Ekeren                        | 13,48         | 28.351           | 2.103             | 11002P   |
| 6  | Hoboken                       | 10,51         | 40.822           | 3.884             | 11002V   |
| 7  | Merksem                       | 8,39          | 44.847           | 5.344             | 11002Q   |
| 8  | Wilrijk                       | 13,71         | 41.584           | 3.033             | 11002U   |
| 9  | Berendrecht-Zandvliet-Lillo   | 52,57         | 10.002           | 190               | 11002K-L |
| 10 | Borsbeek (depuis le 1/1/2025) | 3,91          | 10.949           | 2.800             | 11007    |

### Communes limitrophes
| Hulst (P-B), Reimerswaal (P-B)    | Kapellen, Stabroek, Woensdrecht (P-B) | Schoten, Brasschaat |
| Zwijndrecht, Beveren              | Anvers                                | Wijnegem, Wommelgem |
| Kruibeke, Hemiksem, Saint-Nicolas | Edegem, Aartselaar, Kontich           | Mortsel             |

#### Liste des communes voisines
| - Stabroek - Kapellen - Brasschaat - Schoten - Wijnegem - Wommelgem - Mortsel - Edegem | - Aartselaar - Hemiksem - Kruibeke - Zwijndrecht - Beveren - Hulst ( Pays-Bas, Zélande) - Reimerswaal ( Pays-Bas, Zélande) - Woensdrecht ( Pays-Bas, Brabant-Septentrional) |

### Transport et circulation

Plan de la ville d'Anvers.

#### Circulation automobile
Les Leien (Frankrijklei, Italiëlei, Amerikalei, Britselei) sont les artères les plus importantes dans Anvers. À l'extérieur de la ville se situe le ring R1 qui relie l'autoroute A1 vers Malines et Bréda, l'autoroute A12 vers Boom l'autoroute A13 vers Hasselt et Liège et l'autoroute A14 vers Gand et Courtrai.
Avec l'arrivée de l'axe nord-sud qui fait Rotterdam, Amsterdam, Anvers, Bruxelles, Mons, France et celle de l'axe est-ouest entre Cologne et la côte belge, le ring d'Anvers est devenu l'un des tronçons d'autoroute d'Europe de l'Ouest le plus utilisé, ce qui le rend chaotique lorsqu'il est congestionné. À terme, la nouvelle liaison est-nord devrait permettre de le désétrangler.
Le centre-ville est classé en zone de basses émission LEZ (Low emission zone). De ce fait, de nombreux automobilistes étrangers à la Belgique ou aux Pays-Bas commettent involontairement des infractions passibles d'amendes de 150 €. Les dispositions mettant en place ces infractions font l'objet de contestations auprès de la Commission Européenne car elles paraissent discriminatoires au regard du droit européen.

#### Transport en commun

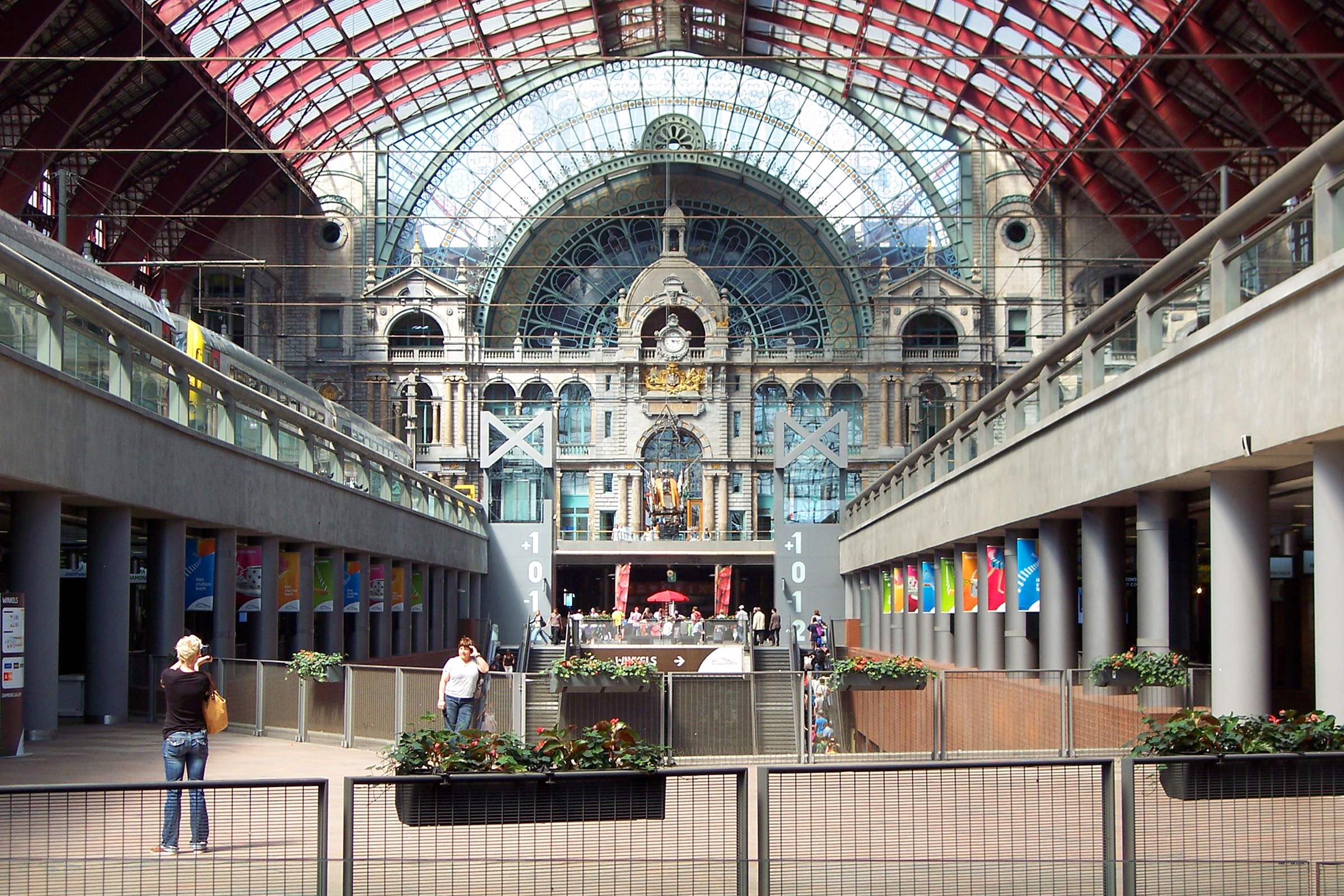
Gare d'Anvers-Central.

La société flamande des transports en commun, De Lijn dessert la ville d'Anvers avec des trams, bus. Les lignes 2, 3, 5, 6, 8, 9 et 15 forment ensemble le prémétro anversois qui se situe en dessous du centre-ville et de l'Escaut.
À Anvers, on trouve plusieurs gares dont les deux principales sont celles d'Anvers-Central et d'Anvers-Berchem. Depuis le 26 mars 2007, une jonction souterraine entre la gare centrale d'Anvers et celle d'Anvers-Luchtbal permet aux trains venant de Bruxelles de prendre la direction des Pays-Bas sans changement de sens. Cette jonction a permis de doubler le nombre de passagers.
Anvers possède une liaison directe vers Gand par la ligne 59, vers Bréda et Rotterdam par la LGV 4, vers Roosendael (Pays-Bas) par la ligne 12, vers Malines et Bruxelles par les lignes 25 et 27, vers Lierre par la ligne 15. Hasselt, Liège et Louvain sont accessibles en train soit par Malines, soit par la ligne 16 Lierre – Aarschot.
La gare de marchandises d'Anvers-Nord, dans le port, est la plus grande de Belgique. Il y en a aussi une autre, appelée Anvers-Kiel.
Depuis Anvers partent quelques bus de la ligne 19 exploités par Veolia Transport. Ils relient Bréda, Hulst et Anvers en passant par le tunnel du Pays de Waes (nl).

#### Vélos en libre-service

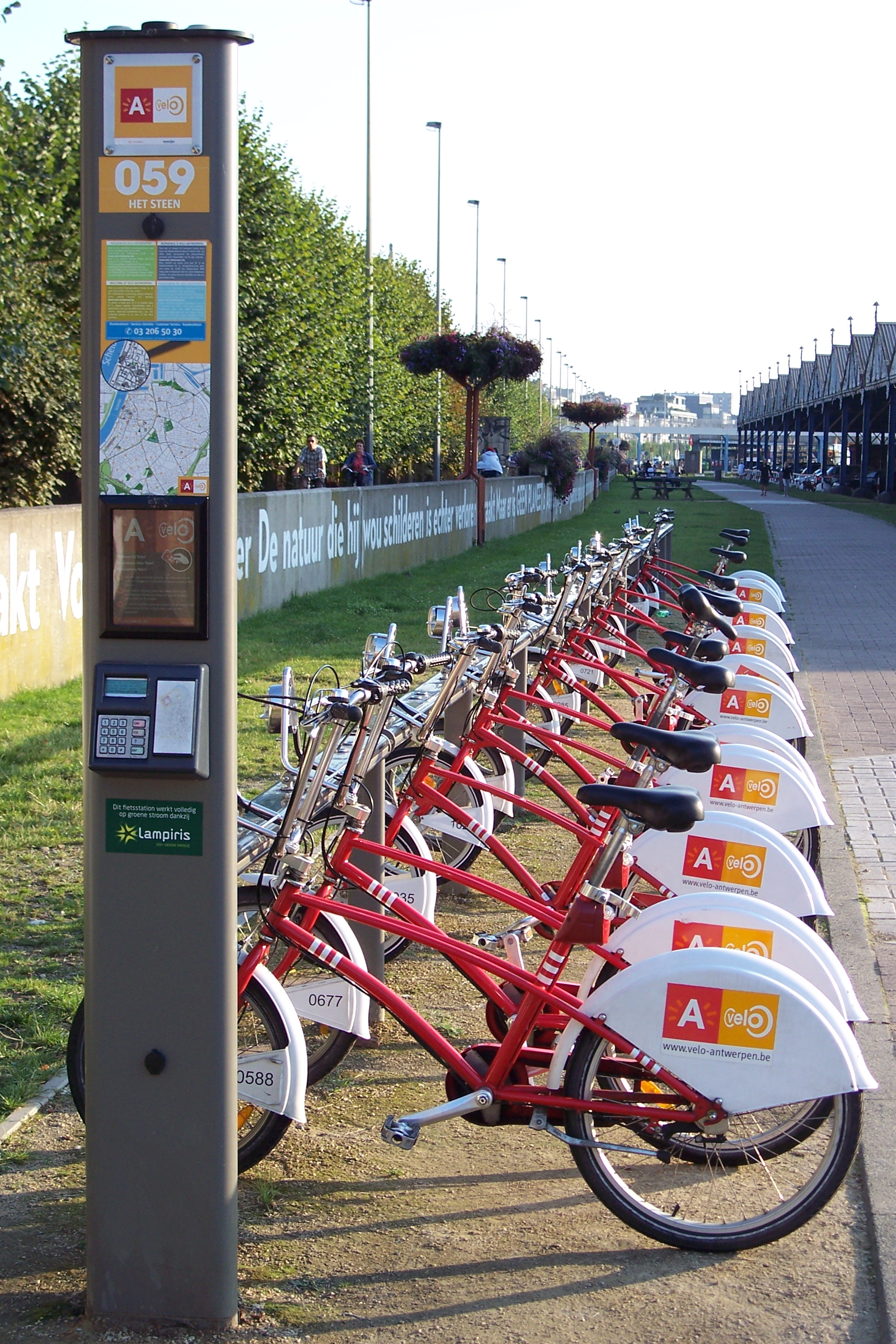
Velo Antwerpen.

Depuis 2011, Anvers est doté d'un système de vélos en libre-service. Mise en place par la municipalité, le service Velo Antwerpen propose environ 1 000 vélos répartis sur 85 stations. Velo Antwerpen est une déclinaison du système SmartBike du groupe Clear Channel, qui en assure la gestion. Une extension à 1 800 vélos et 150 stations est envisagée à l'horizon 2013.

#### Aéroport
Sur le territoire de la ville d'Anvers dans le district de Deurne, se situe l'aéroport d'Anvers.

## Histoire

### Moyen Âge et Temps modernes

#### Débuts
Née d'un petit port près d'une jetée, habitée par une population modeste et romanophone au VIIe siècle, dont l'évolution heurtée donne une ville portuaire au XIIIe siècle, Anvers est, lors de la guerre de Quatre-Vingts Ans, la plus grande ville des Dix-Sept Provinces et une des plus grandes villes d'Europe, avec une population de 150 000 habitants.
L'histoire d’Anvers a été déterminée par sa situation fluviale stratégique le long de l'Escaut et la destruction de ses rivales ou potentielles rivales lors des aléas géopolitiques, mais aussi par la dualité linguistique entre population urbaine romanophone et population paysanne germanophone, surtout avant l'essor démographique du XIIe siècle brouillant les disparités linguistiques.

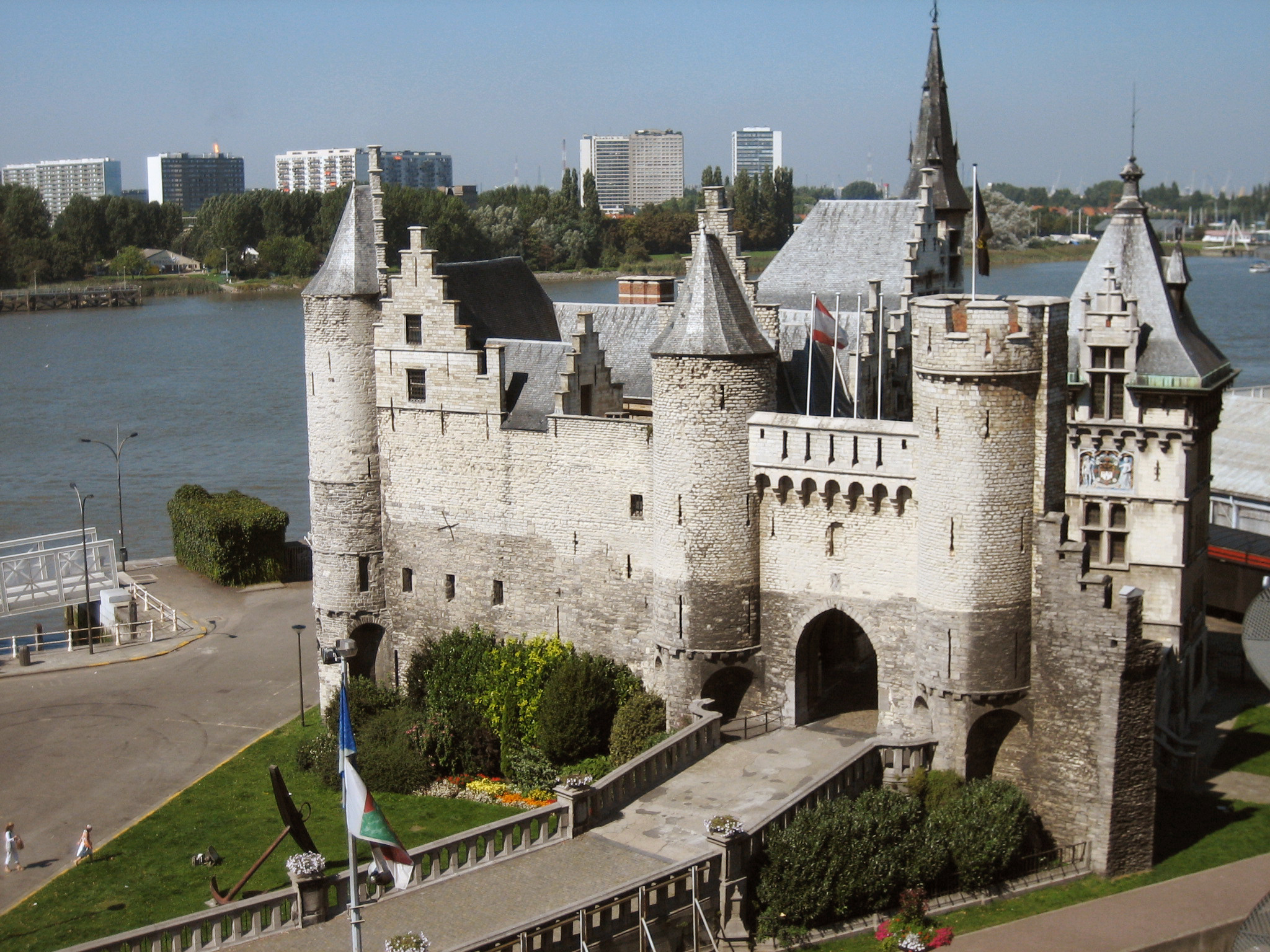
Le château du Steen.

Sa véritable expansion ne remonterait selon l'historiographie classique qu'aux alentours de l'an 900, lorsque les habitants agrandissent le légendaire Aanwerp, terrain surélevé de la primitive jetée qui donne son nom à Anvers. À cette époque, Anvers faisait partie de la Toxandrie qui appartenait au Saint Empire romain germanique. Il y avait un château ici dès la période carolingienne au IXe siècle. En 879, les Normands envahissent la Flandre. En 970, une fois l'ordre ottonien imposé, Anvers n'est encore qu'un poste frontière de l'Empire, on y construit des fortifications en bois, remplacées plus tard au XIIe siècle par un château-fort en pierre (le Steen). Au Xe siècle le Marquisat d'Anvers est né, qui, en tant que fief, était subordonné aux ducs de la Basse-Lotharingie. De 1076 à 1100, Godefroy de Bouillon était le duc de Basse-Lotharingie et le marquis d'Anvers. Godefroid Ier de Louvain reçoit le duché en 1106. En 1183, l'empereur érige le landgraviat du Brabant en duché de Brabant en la faveur de son arrière-petit-fils Henri Ier de Brabant. Anvers partage désormais le destin politique de cet État.
L'extension de la ville se poursuit d'abord vers le sud, comme le prouve l'installation de l'ordre des Prémontrés, attiré par les milieux urbanisé ou péri-urbanisé avec la construction grâce à des dons seigneuriaux, sous l'égide de saint Norbert, de l'abbaye Saint-Michel. Par la suite, les chanoines de la petite église se déplacent vers le nord et fondent une nouvelle paroisse, avec au centre l'église Notre-Dame, ancêtre de la cathédrale actuelle. Dans les décennies qui suivent, la ville continue à se développer en vagues concentriques créant une succession de remparts que l'on devine encore dans sa topographie.
La ville d'Anvers obtient en 1312 une charte qui fait d'elle une commune démocratique.

#### Essor économique
Au siècle suivant, la ville et son port prennent leur essor, car la grande rivale, Bruges, est condamnée par l'ensablement du bras de mer qui mène à Damme, l'avant-port de cette ville. La flotte anversoise fréquente déjà, outre la mer du Nord familière, l'océan Atlantique et la mer Baltique.
Une bourse de commerce, peut-être la première grande bourse de commerce fondée en Europe, est attestée en 1460. Mais on considère que la première bourse des valeurs anversoise (au sens moderne), est fondée en 1531, animée par des négociants qui relient l'Inde à l'Amérique.
La Feitoria de Flandres, fondée en 1508 à Anvers, fut la principale tête de pont de l'empire commercial portugais, la Casa da Guiné, devenue en 1503 Casa da India, à l'intersection des chemins commerciaux des colonies du Brésil, de l'Afrique et des Indes orientales.

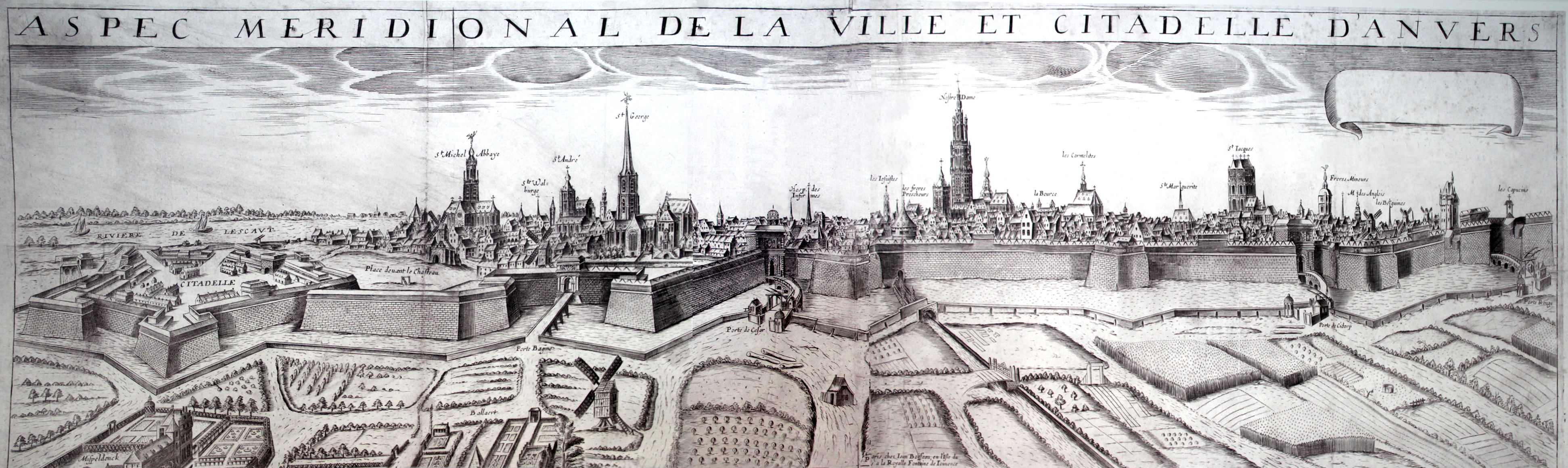
Aspect méridional de la ville et citadelle d'Anvers au XVIIe siècle - Gravure de Jean Boisseau.

Au milieu du XVIe siècle, les Pays-Bas espagnols (Belgica Regia) profitèrent du rôle dominant de la ville, qui était alors une des plus grandes villes d'Europe et qui resta pendant longtemps un très grand centre culturel et artistique.

#### Anvers pendant l'insurrection des Pays-Bas (1568-1585)
Anvers fait partie du duché de Brabant, dont la possession est passée de la maison de Valois-Bourgogne à la maison de Habsbourg (1482), puis aux Habsbourg d'Espagne en 1556, avec Philippe II.
Les tensions entre le roi d'Espagne et souverain des Pays-Bas, qui est catholique, et une partie des Néerlandais, notamment les protestants, aboutissent à la révolte des Gueux en 1566, puis au début de l'insurrection, dite guerre de Quatre-Vingts Ans (1568-1648).
La ville connait plusieurs épisodes dramatiques. Entre le 4 novembre et le 7 novembre 1576, une partie des soldats espagnols mutinés mirent à sac la ville. Au cours de cet épisode, moururent plusieurs milliers d'habitants.
Ce drame entraîne l'unité des provinces face à la présence espagnole, avec la pacification de Gand.
Le départ des troupes espagnoles d'Anvers permet la prise du pouvoir municipal par les calvinistes, qui proclament la république d'Anvers (novembre 1577). Dans un premier temps, le culte catholique reste autorisé.
Après la formation de l'union d'Arras et de l'union d'Utrecht en 1579, Anvers adhère à l'union d'Utrecht, qui en 1581, proclame la déchéance de Philippe II par l'acte de La Haye, origine des Provinces-Unies.
En 1582, François d'Anjou, proclamé souverain des Pays-Bas par les États généraux, est couronné duc de Brabant dans la cathédrale d'Anvers. Mais il joue ensuite un rôle ambigu, voulant s'imposer face à Guillaume d'Orange, le vrai chef de l'insurrection.
En janvier 1583, il ordonne à 4 000 de ses soldats d'attaquer Anvers ; à défaut d'une garnison de défenseurs, les citoyens d'Anvers repoussent l'attaque, mettant en déroute l'armée française.

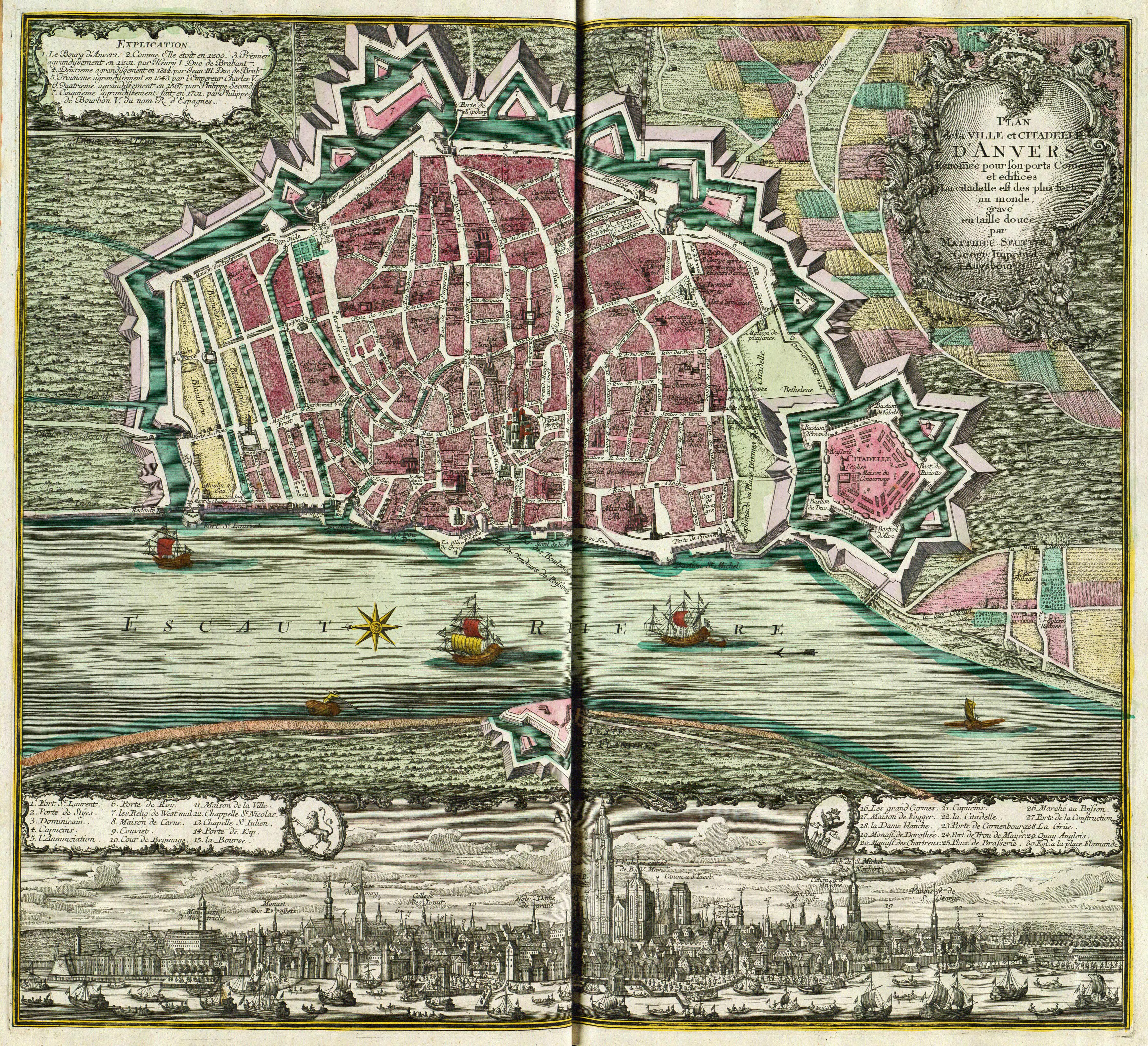
Carte d'Anvers (Antwerp) en 1740.

En 1585, la ville tombe aux mains des troupes espagnoles d'Alexandre Farnèse à l'issue d'un siège de treize mois, la ville étant défendue par Philippe de Marnix de Sainte-Aldegonde.
La reprise d'Anvers fixe dans cette région la frontière entre les Pays-Bas espagnols et les Provinces-Unies. Les tentatives ultérieures pour reprendre la ville échouent, jusqu'au moment où l'indépendance des Provinces-Unies est reconnue par le roi d'Espagne par le Traité de Münster signé le 30 janvier 1648.

#### Des Pays-Bas espagnols aux Pays-Bas autrichiens (1585-1792)
Après la prise d'Anvers par les Espagnols, les Provinces-Unies ferment l’accès à l’Escaut dans le but de priver les Espagnols des avantages de leur victoire, ce qui naturellement eut des conséquences catastrophiques sur l’économie de la ville.
Abandonnée par les protestants, que Philippe II visait plus particulièrement et qui constituaient une très large part de l’élite commerciale et intellectuelle de la ville, Anvers voit sa population réduite de moitié en moins de 20 ans, au profit des Provinces-Unies et notamment d'Amsterdam.
Jusqu’au milieu du XVIIe siècle, Anvers profite de la présence d’artistes tels que Rubens, Van Dyck, Jordaens et Teniers ou encore les familles de sculpteurs Quellin et Hendrik Frans Verbrugghen ainsi que plusieurs imprimeurs et célèbres facteurs de clavecins anversois.
À l'issue de la guerre de Succession d'Espagne, la couronne d'Espagne passe aux Bourbons, mais la souveraineté sur les Pays-Bas méridionaux est transférée aux Habsbourg d'Autriche par les traités d'Utrecht de 1713 et ils deviennent ainsi les Pays-Bas autrichiens.
L'opposition aux Autrichiens aboutit à un soulèvement en 1787-1789. L'État indépendant des États belgiques unis est proclamé à Bruxelles et Anvers y participa. Mais le retour des Autrichiens en 1790 met fin à cette brève indépendance.

### De 1792 à nos jours

#### Période française

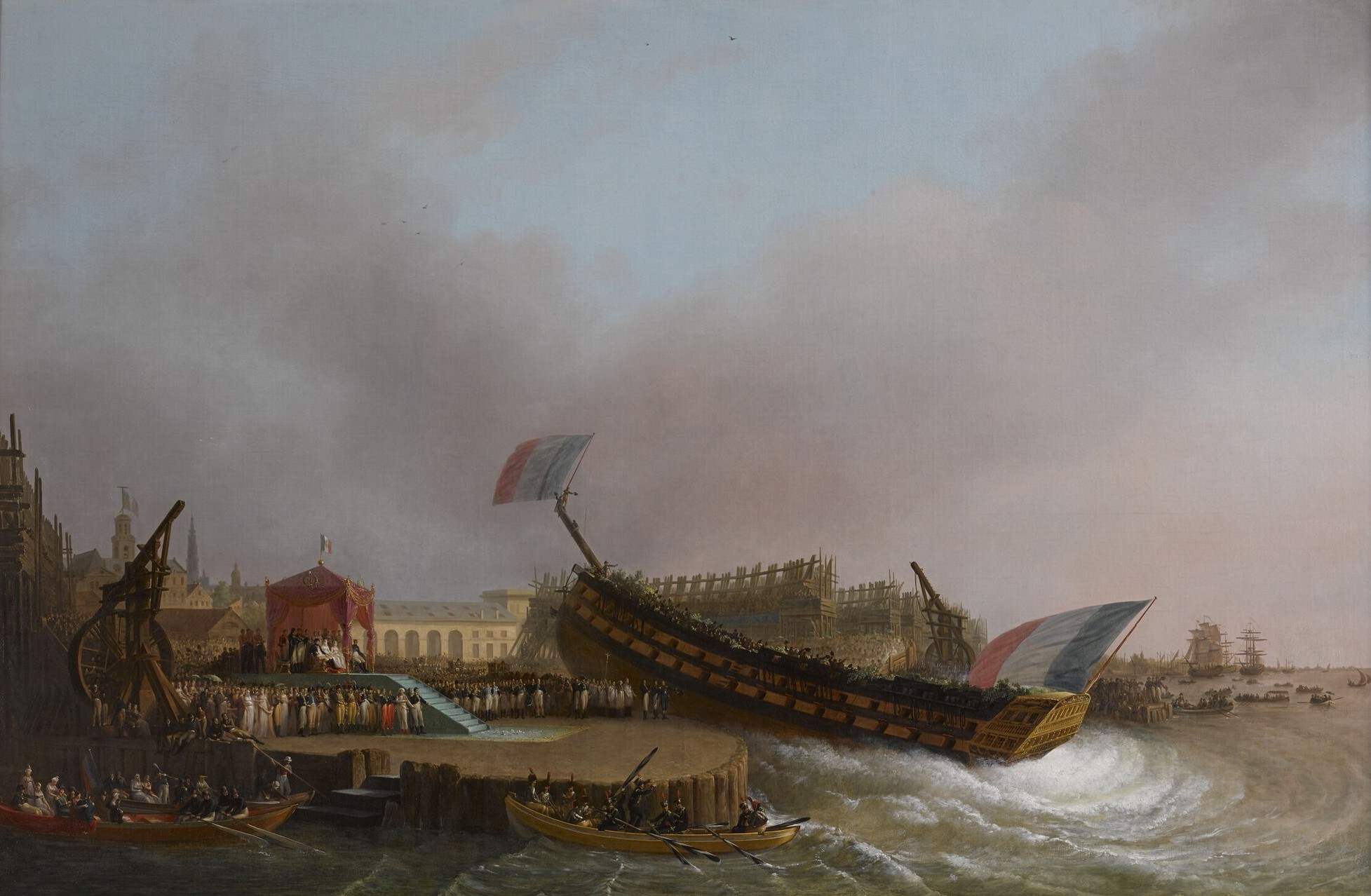
Lancement du vaisseau Friedland le 2 mai 1811 à Anvers, en présence de Napoléon.

À la suite de la Révolution française, Anvers est occupée une première fois par l'armée révolutionnaire française le 30 septembre 1792, lors de la première annexion française des États de Belgique, qui durera moins d'une année. Après la restauration des territoires conquis par les Français au Saint-Empire romain germanique en 1793, ceux-ci reviennent et annexent une seconde fois la ville en 1794 puis l'entièreté du duché de Brabant en 1795.
L'Escaut est rouvert la même année et l'ébauche d’un port moderne vit le jour : Napoléon Bonaparte demanda à Charles-François Beautemps-Beaupré d'établir ce qui sera la première carte des bouches de l'Escaut et fit réaliser deux bassins achevés en 1811 (le Petit Bassin et le Grand Bassin — rebaptisés bassin Bonaparte et bassin Guillaume en 1903, ils abritent maintenant le Museum aan de Stroom ou musée sur le cours d'eau). Un bagne a également existé de 1804 à 1814,,.
Sous le Premier Empire, Anvers était le chef-lieu du département des Deux-Nèthes. Elle bénéficie brièvement de l'ouverture des bouches de l'Escaut et devient une base navale majeure que Napoléon aurait appelée un « pistolet pointé vers le cœur de l'Angleterre » et un « point d'attaque mortel à l'ennemi ». En fait, l'obstruction de la Royal Navy et le blocus continental décidé par Napoléon réduisent considérablement son activité.
Pendant le siège de 1814, les Britanniques tentent, sans succès, d'incendier la flotte mouillée dans le port ; mais elle leur est livrée après l'abdication de Napoléon.

#### Période néerlandaise
Après la chute de Napoléon Bonaparte lors de la bataille de Waterloo le 18 juin 1815, le Premier Empire est définitivement démembré et un nouvel État est créé par le congrès de Vienne la même année : le royaume uni des Pays-Bas. Celui-ci se compose alors de dix-sept provinces : les neuf provinces de l'ancienne république des Provinces-Unies et huit autres, créées par la loi fondamentale du 24 août 1815 dont la province néerlandaise d'Anvers, l'ancien département des Deux-Nèthes à l'exception de l'arrondissement de Bréda qui en fut détaché pour être intégré à la province de Brabant-Septentrional.

#### Anvers belge de 1830 à 1914

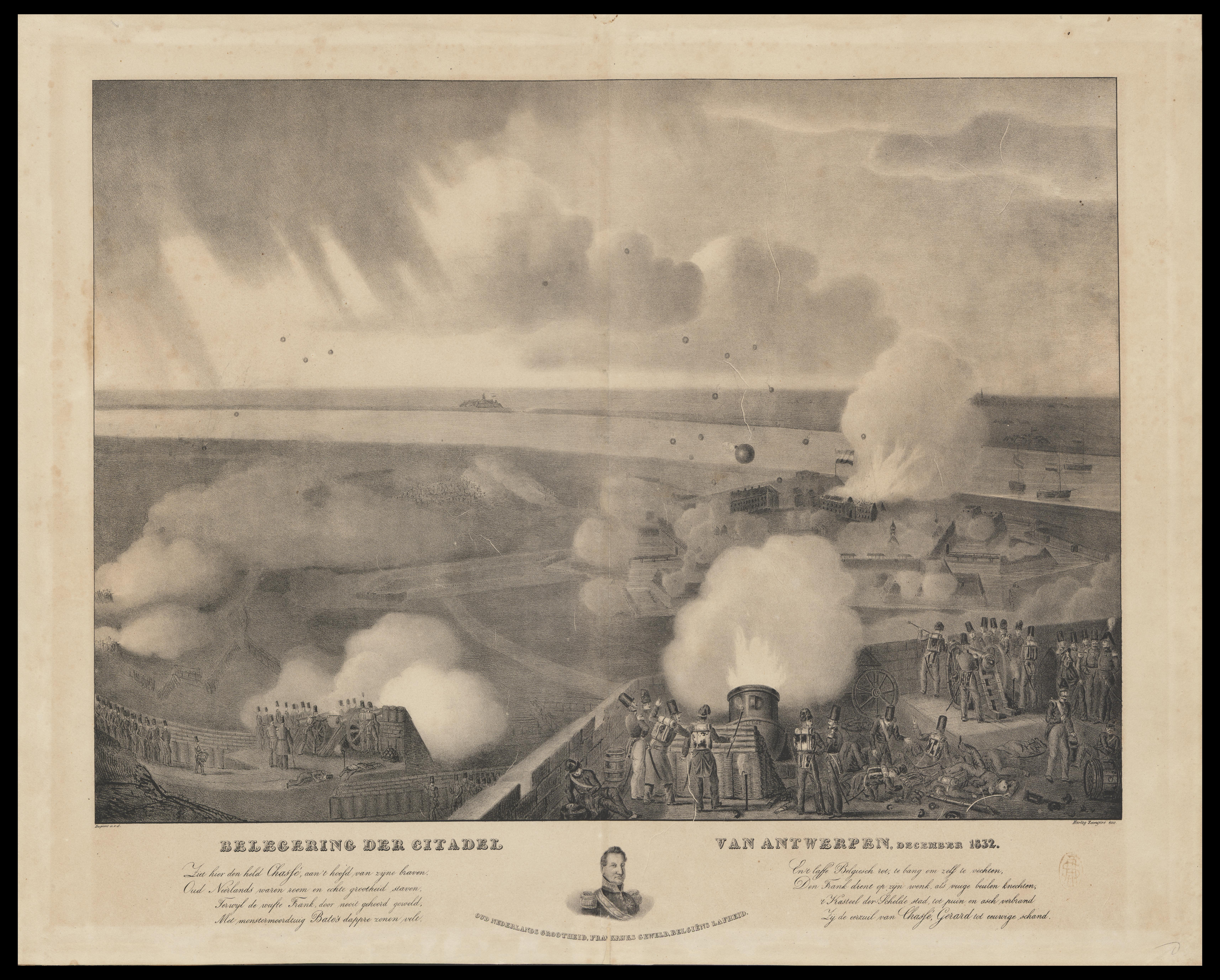
Le siège de la citadelle d'Anvers à l'automne 1832 fut l'un des épisodes importants de la guerre entre la Belgique et les Pays-Bas à la suite de la révolution belge.

À la suite de la révolution belge commencée le 25 août 1830 et de la proclamation d'indépendance du nouveau royaume de Belgique le 4 octobre 1830, la ville joua un rôle majeur dans la guerre entre la Belgique et les Pays-Bas puisqu'elle se trouvait sur le chemin de retraite des troupes néerlandaises après leur départ de Bruxelles lors de l'épisode des Journées de septembre. Elle fut prise par les troupes de volontaires révolutionnaires belges dès le 26 octobre 1830. Le 27 octobre, la ville fut bombardée par le général néerlandais David Chassé. Les bâtiments échelonnés le long des quais dans l'Escaut, et sur lesquels on tire répondent par des bordées. Le feu commence alors depuis la forteresse Tête de Flandre et depuis la citadelle, où le général fait arborer le drapeau noir. Le bombardement dure depuis quatre heures jusqu'à plus de dix heures du soir, cause de nombreux dégâts et coûte la vie à 85 personnes
L'indépendance de la Belgique fut proclamée le 4 octobre et reconnue par les grandes puissances l'année suivante lors de la signature du traité des XVIII articles le 26 juin 1831.
Après la prestation de serment du premier rois des Belges, Léopold Ier, le 21 juillet 1831, Guillaume II d'Orange-Nassau, roi des Pays-Bas, lance une attaque dans le but de reprendre la Belgique : c'est la campagne des Dix-Jours. Elle entraine la réaction du royaume de France, garant de la neutralité belge, qui envoie l'Armée du Nord commandée par le maréchal Étienne Maurice Gérard, pour combattre les Néerlandais. La coalition belgo-française est victorieuse mais les Néerlandais laissent une garnison dans la citadelle d'Anvers, ce qui entraina le retour des Français et le siège de la ville du 15 novembre au 23 décembre 1832. La séparation entraîne une nouvelle fermeture des bouches de l'Escaut. Il faudra attendre 1863 pour que la navigation soit définitivement libre après le rachat forfaitaire du droit de navigation par le ministre Charles Rogier.
Des Français se réfugièrent en Belgique lors de la guerre franco-prussienne de 1870. Le peintre Eugène Boudin en fit partie et à cette occasion a peint de nombreux tableaux d'Anvers :
- L'Escaut à Anvers, 1871-1874, New Haven, Yale University Art Gallery[25] ;
- Anvers, bateaux sur l'Escaut, 1871, Atlanta, High Museum of Art[26] ;
- Anvers, La flotte anglaise vient prendre les restes des soldats enterrés dans la citadelle, 1871, Collection privée, Vente 2020[27] ;
- Port d'Anvers, 1871, Paris, musée d'Orsay[28] ;
- Anvers : vue sur le port depuis la Tête de Flandres, 1871, Cambridge, Fogg Art Museum[29] ;
- Vue d'Anvers, 1871, musée des Beaux-Arts de Pau[30] ;
- Le Port d'Anvers, 1871, Calais, musée des Beaux-Arts et de la Dentelle[31] ;
- Quai à Anvers, 1874, musée d'Art de Dallas[32].

Anvers dans les années 1870 par Eugène Boudin
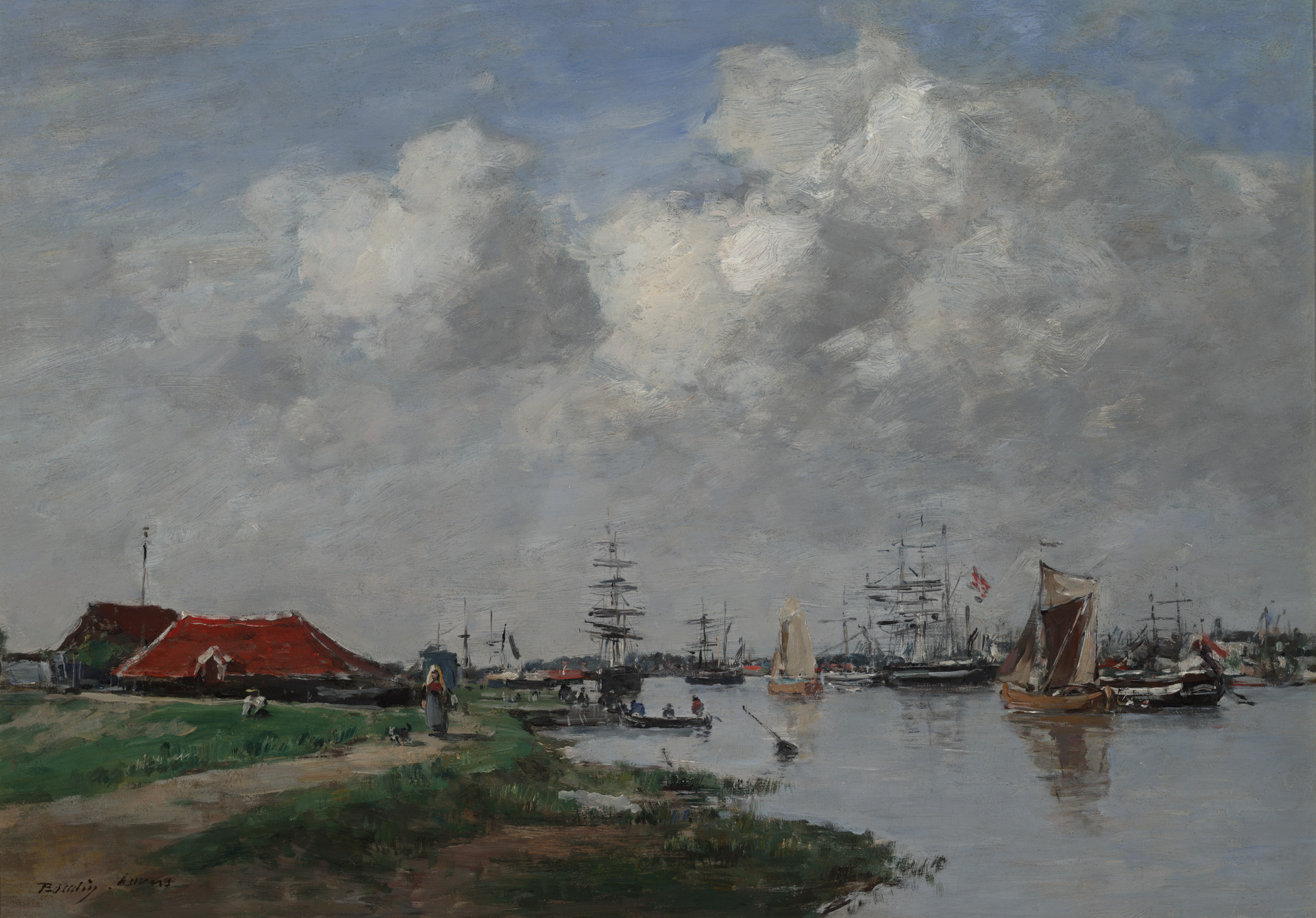
L'Escaut à Anvers, 1871-1874 New Haven, Yale University Art Gallery.
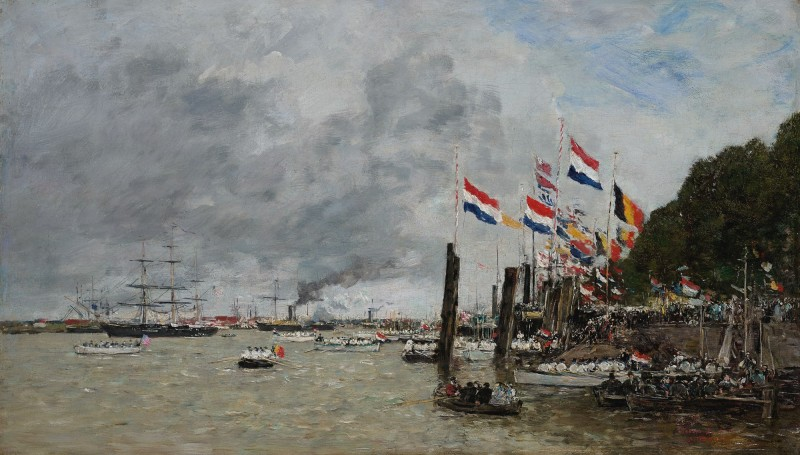
Anvers, La Flotte anglaise vient prendre les restes des soldats enterrés dans la citadelle, 1871 Collection privée, Vente 2020.
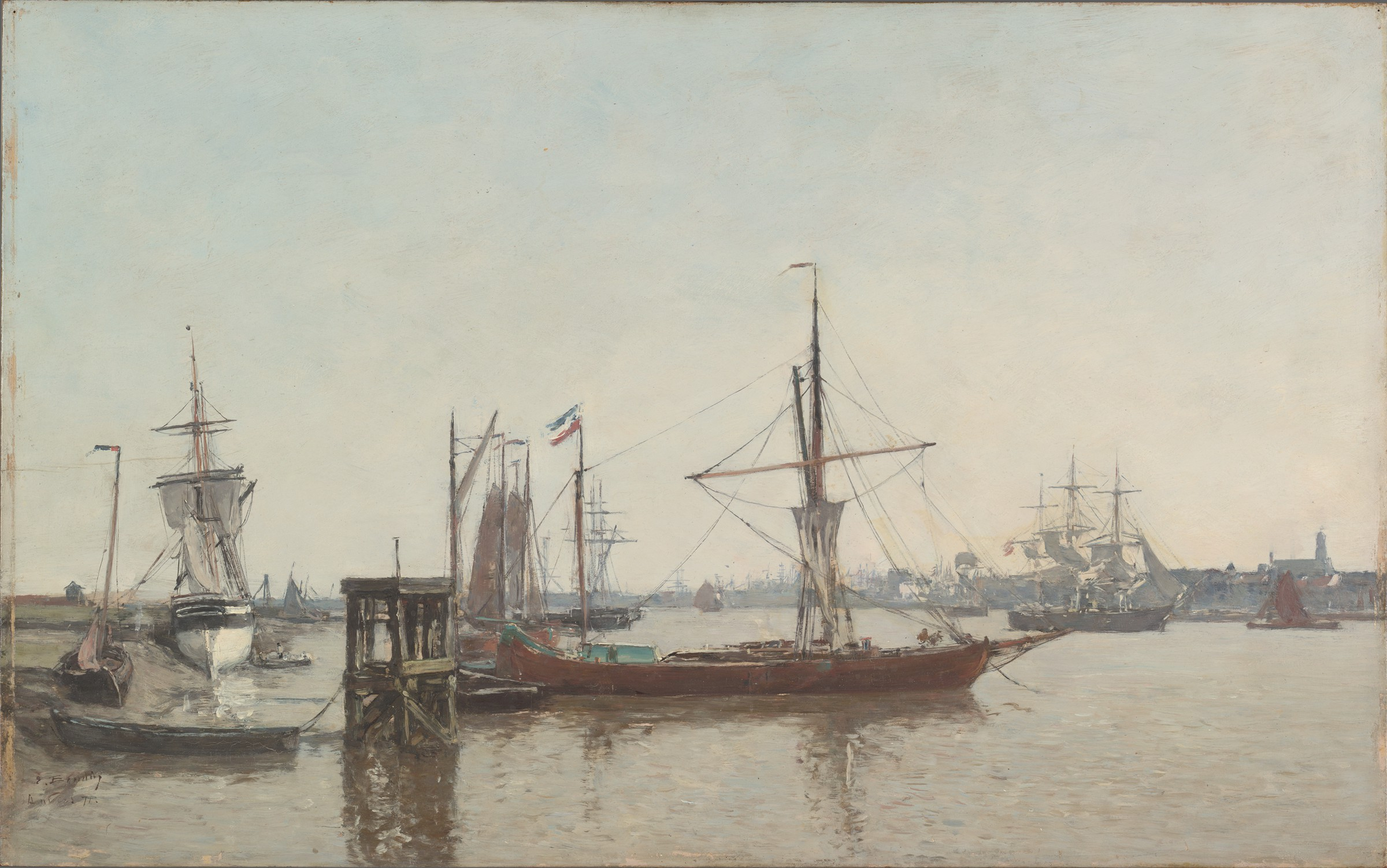
Anvers : vue sur le port depuis la Tête de Flandres, 1871 Cambridge, Fogg Art Museum.
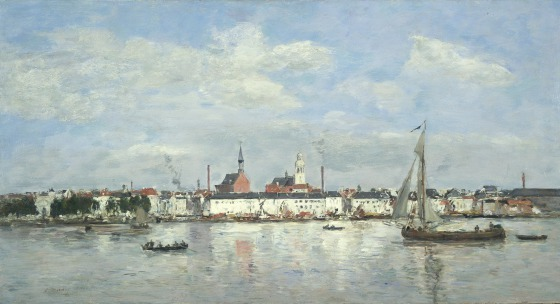
Quai à Anvers, 1874 musée d'Art de Dallas.

La croissance d’Anvers reprit et se développa à la fin du XIXe siècle avec la colonisation du Congo. Le Congo fournit en effet quantité de matières premières (caoutchouc, ivoire, minerais) et stimula le trafic portuaire ainsi que les activités industrielles.

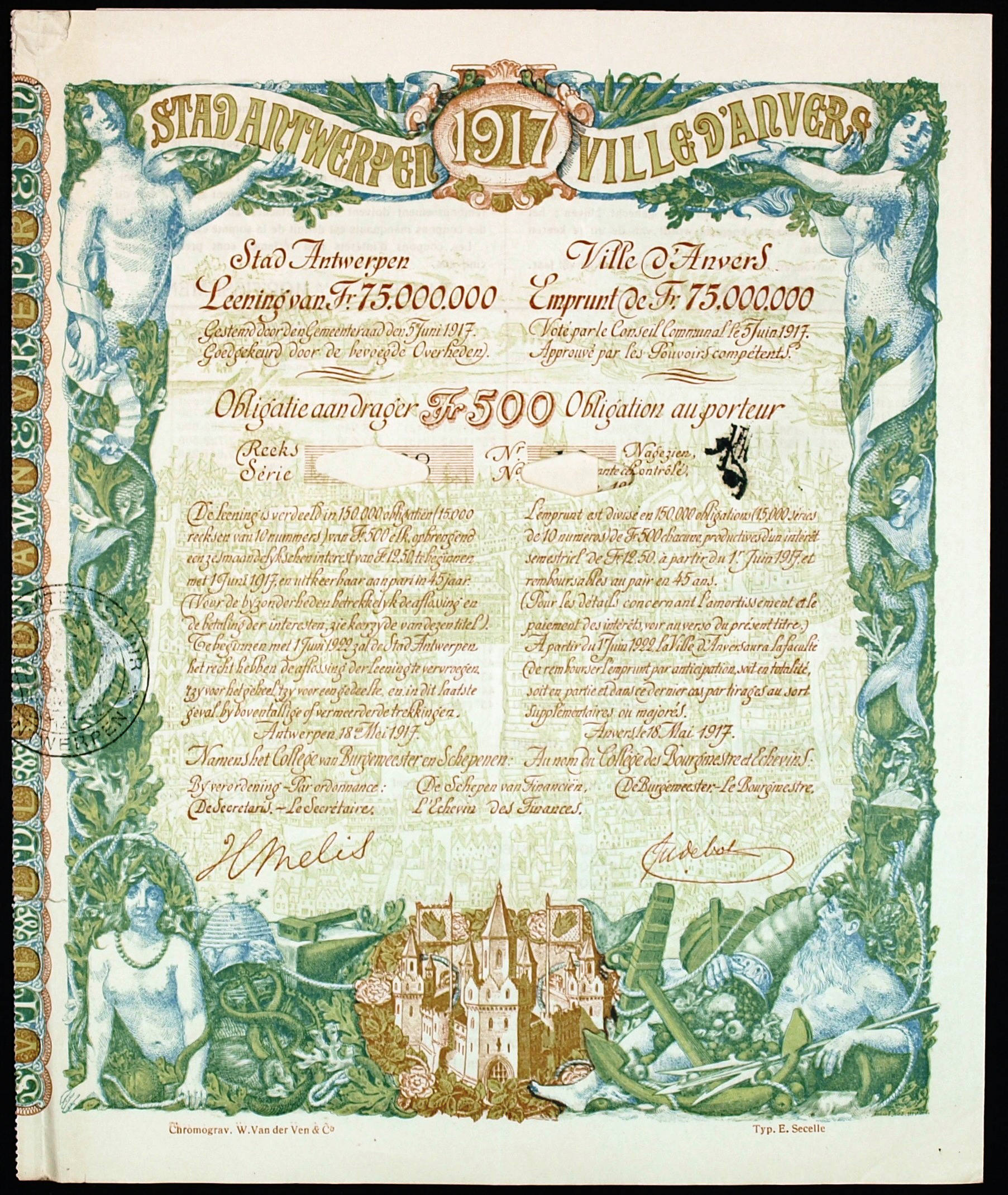
Obligation de la ville d'Anvers en date du 18 mai 1917.

#### Anvers de 1914 à 1945
En 1914, la ville subit le siège de l'armée allemande pendant trois semaines à compter du début de septembre. L'armée belge, sous les ordres directs du roi Albert Ier, se replia après les combats des forts de Liège en août 1914. Les troupes belges se répartirent entre les forts des deux lignes concentriques de fortifications dont la ville est entourée depuis la fin du XIXe siècle. C'est de cette position qu'elles exécutèrent deux sorties qui repoussèrent chaque fois les troupes allemandes. Mais, finalement, le 8 octobre, Anvers vit entrer les soldats allemands après la retraite belge vers la côte et l'Yser.
La commune a été décorée de la croix de guerre 1914-1918.
En 1930, une Exposition internationale (ou « Exposition internationale coloniale, maritime et d'art flamand ») est organisée à Anvers à l'occasion du centenaire de l'indépendance belge qui est consacrée aux domaines maritime et colonial. 
En 1940, la ville fut occupée par l'armée allemande jusqu'en septembre 1944, subissant, en 1943, les bombardements américains qui visaient les usines de General Motors qui travaillaient pour l'armée allemande, avec des pertes dans la population civile. En avril 1941, une émeute antisémite ébranle le quartier de la gare centrale.
En mai 1942 l'administration communale sous la direction du bourgmestre Leo Delwaide et à la suite de l'ordonnance allemande imposant le port de l'étoile jaune à tous les ressortissants juifs, organise la distribution des étoiles de David. La police communale d'Anvers s'implique également lors des rafles d'août 1942. La coresponsabilité des protagonistes belges de la Shoah en Belgique fait l'objet d'un rapport commandité par le sénat : La Belgique docile. La Belgique présentera officiellement ses excuses à la communauté juive pour le rôle qu'a joué son administration et ses forces de police dans la déportation des Juifs de Belgique,.

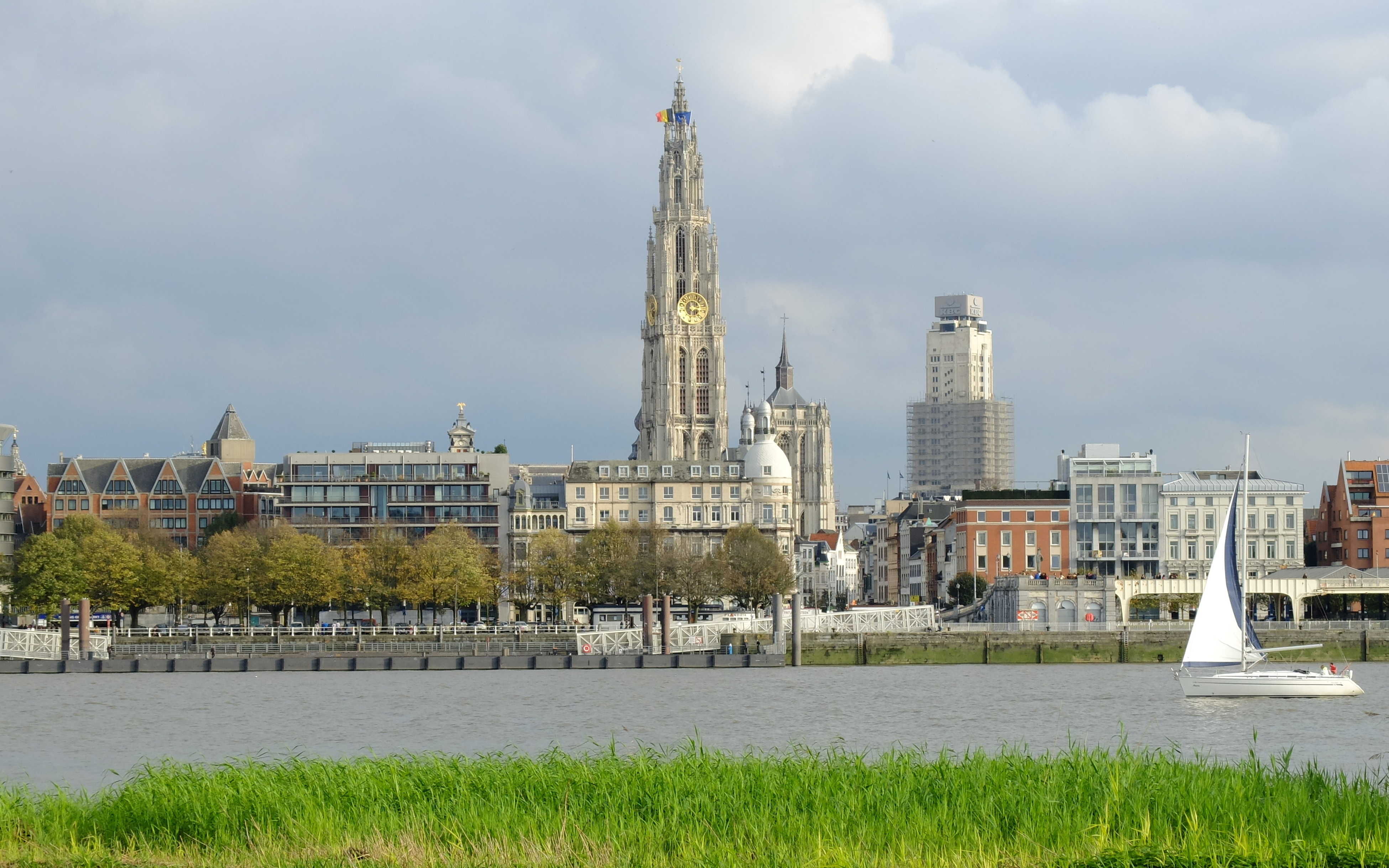
La cathédrale Notre-Dame et le Boerentoren vus de la rive gauche de l'Escaut.

En septembre 1944, le mouvement de résistance des Witte Brigade (les brigades blanches) parvint à localiser les sabotages allemands dans la ville et les installations portuaires, et guida l'avant-garde canadienne qui libéra la ville et sauva le port de la destruction. Cela s’avéra vite de première importance pour le ravitaillement des armées alliées. Aussi, les Allemands lancèrent-ils V1 et V2, des missiles qui plurent sur la ville, d'octobre 1944 à janvier 1945, visant le port qui travaillait jour et nuit à l'approvisionnement des armées alliées. Il en résulta de nombreuses victimes civiles, notamment lors du bombardement du cinéma Rex, le plus meurtrier de la guerre à avoir été réalisé par un seul projectile.

#### Anvers depuis 1945
Au début du XXIe siècle, le port d'Anvers est le deuxième port d'Europe, après Rotterdam. La réputation des diamantaires anversois fait de cette ville la première place mondiale de taille et de négociation du diamant.

## Héraldique
| Armes d'Anvers | Les armes d'Anvers se blasonnent ainsi : De gueules au château à trois tours ouvertes crénelées en argent, ajourées et maçonnées de sable, la tour du milieu accompagnée en chef de deux mains appaumées, celle à dextre en bande, celle à senestre en barre, toutes les deux en argent. |

Pendant le Premier Empire, Anvers fut au nombre des bonnes villes et autorisée à ce titre à demander des armoiries au nouveau pouvoir.
| Armes d'Anvers, bonne ville de l'Empire français | Les armes d'Anvers se blasonnaient alors : De gueules au château à trois tours d'argent de cinq pièces, ouvert, ajouré et maçonné de sable, surmonté de deux mains appaumées, celle à dextre en bande, celle à senestre en barre d'argent, soutenu d'une rivière en fasce alaisée du même, au chef de gueules chargé de trois abeilles d'or, qui est des bonnes villes de l'Empire. |

## Logotype

Logo de la ville d'Anvers[39],[40].

## Politique

### Élections communales

#### Résultats de la dernière élection communale (2024)
|                        |                                                 |         |       |       |        |               |  |  |  |  |  |  |  |  |
| Parti                  | Parti                                           | Voix    | %     | +/-   | Sièges | +/-           |  |  |  |  |  |  |  |  |
|                        | Nieuw-Vlaamse Alliantie (N-VA)                  | 73 769  | 37,19 | 1,91  | 23     | en stagnation |  |  |  |  |  |  |  |  |
|                        | Parti du travail de Belgique (PVDA)             | 40 066  | 20,20 | 11,48 | 12     | 8             |  |  |  |  |  |  |  |  |
|                        | Vooruit                                         | 25 550  | 12,88 | 1,43  | 7      | 1             |  |  |  |  |  |  |  |  |
|                        | Groen                                           | 21 166  | 10,67 | 7,41  | 6      | 5             |  |  |  |  |  |  |  |  |
|                        | Vlaams Belang (VB)                              | 20 934  | 10,55 | 0,08  | 6      | en stagnation |  |  |  |  |  |  |  |  |
|                        | Christen-Democratisch en Vlaams (CD&V)          | 6 691   | 3,37  | 3,41  | 1      | 2             |  |  |  |  |  |  |  |  |
|                        | Open Vlaamse Liberalen en Democraten (Open VLD) | 4 522   | 2,28  | 3,30  | 0      | 2             |  |  |  |  |  |  |  |  |
|                        | Team Fouad Ahidar (TFA)                         | 2 938   | 1,48  | Nv.   | 0      | en stagnation |  |  |  |  |  |  |  |  |
|                        | DierAnimal                                      | 749     | 0,38  | Nv.   | 0      | en stagnation |  |  |  |  |  |  |  |  |
|                        | Vista Volt                                      | 732     | 0,37  | Nv.   | 0      | en stagnation |  |  |  |  |  |  |  |  |
|                        | OL-A                                            | 630     | 0,32  | Nv.   | 0      | en stagnation |  |  |  |  |  |  |  |  |
|                        | Voor U                                          | 603     | 0,30  | Nv.   | 0      | en stagnation |  |  |  |  |  |  |  |  |
|                        |                                                 |         |       |       |        |               |  |  |  |  |  |  |  |  |
| Suffrages exprimés     | Suffrages exprimés                              | 198 350 | 99,28 |       |        |               |  |  |  |  |  |  |  |  |
| Votes blancs et nuls   | Votes blancs et nuls                            | 1 438   | 0,72  |       |        |               |  |  |  |  |  |  |  |  |
| Total                  | Total                                           | 199 788 | 100   | -     | 55     | en stagnation |  |  |  |  |  |  |  |  |
| Abstention             | Abstention                                      | 129 106 | 39,25 |       |        |               |  |  |  |  |  |  |  |  |
| Inscrits/Participation | Inscrits/Participation                          | 328 894 | 60,75 |       |        |               |  |  |  |  |  |  |  |  |

### Conseil communal
Le conseil d'Anvers est constitué de 55 sièges.
Le tableau ci-dessous donne les résultats des élections municipales anversoises depuis 1982, première élection depuis la fusion des communes.
| Parti                                               | 10 octobre 1982 55 sièges | 9 octobre 1988 55 sièges | 9 octobre 1994 55 sièges | 8 octobre 2000 55 sièges | 8 octobre 2006 55 sièges | 14 octobre 2012 55 sièges | 14 octobre 2018 55 sièges |
| --------------------------------------------------- | ------------------------- | ------------------------ | ------------------------ | ------------------------ | ------------------------ | ------------------------- | ------------------------- |
| CVP / CD&V                                          | 15                        | 12                       |                          | 6                        |                          | 5                         | 3                         |
| SP / sp.a - spirit / sp.a                           | 19                        | 17                       | 13                       | 12                       | 22                       | 12                        | 6                         |
| PVV / VLD / VLD - Vivant / Open Vld                 | 7                         | 7                        | 7                        | 10                       | 5                        | 2                         | 2                         |
| VU / VU&ID / N-VA                                   | 8                         | 4                        |                          | 1                        |                          | 23                        | 23                        |
| Agalev / Groen! / Groen                             | 4                         | 5                        | 7                        | 6                        | 2                        | 4                         | 11                        |
| Vlaams Blok / Vlaams Belang - VLOTT / Vlaams Belang | 2                         | 10                       | 18                       | 20                       | 20                       | 5                         | 6                         |
| ANTW'94 (CVP - VU - indépendants) / CD&V - N-VA     |                           |                          | 9                        |                          | 6                        |                           |                           |
| WOW (nl) (Parti des pensionnés)                     |                           |                          | 1                        |                          |                          |                           |                           |
| PTB / PTB+ / PvdA                                   |                           |                          |                          |                          |                          | 4                         | 4                         |

### Collège du bourgmestre et des échevins en 2013
| Fonction | Titulaire | Titulaire              | Parti    |
| --- | --------- | ---------------------- | -------- |
| Bourgmestre Échevin des Relations extérieures, des Communications, du Logement et de l'Aménagement du territoire |           | Bart De Wever          | N-VA     |
| Échevin des Finances, du Budget, de la Mobilité et du Tourisme                                                   |           | Koen Kennis (nl)       | N-VA     |
| Échevin des Loisirs et des Sports                                                                                |           | Ludo Van Campenhout    | N-VA     |
| Échevin de l'Éducation et de la Justice                                                                          |           | Claude Marinower       | Open VLD |
| Échevin du Port, de l'Industrie et de l'Emploi                                                                   |           | Marc Van Peel          | CD&V     |
| Échevin de l'Environnement, de la Jeunesse, de la Famille et du Bien-être animal                                 |           | Nabilla Ait Daoud (nl) | N-VA     |
| Échevin des Affaires sociales et de l'Intégration                                                                |           | Fons Duchateau (nl)    | N-VA     |
| Échevin d'Économie, de l'Urbanisme et de la Culture                                                              |           | Caroline Bastiaens     | CD&V     |

### Collège du bourgmestre et des échevins en 2019
| Fonction | Titulaire | Titulaire              | Parti    |
| --- | --------- | ---------------------- | -------- |
| Bourgmestre Échevin des Relations extérieures, du Patrimoine, des Questions Administratives et des Événements                                                                |           | Bart De Wever          | N-VA     |
| Échevin des Finances, de la Mobilité, des Espaces verts, des Classes moyennes et de la Décentralisation                                                                      |           | Koen Kennis (nl)       | N-VA     |
| Échevin de l'Enseignement, de la Jeunesse, de l'Insertion et de l’Intégration.                                                                                               |           | Jinnih Beels           | sp.a     |
| Échevin du Port, du Développement urbain et de l'Aménagement du territoire.                                                                                                  |           | Annick de Ridder       | N-VA     |
| Échevin d'Économie, de l'Emploi, de l'Innovation, de la Numérisation, du Marketing et communication, des Domaine public et litiges                                           |           | Claude Marinower       | Open VLD |
| Échevin de la Culture, de l’Accueil de la petite enfance, du Personnel, des Guichets et de la Coopération au développement.                                                  |           | Nabilla Ait Daoud (nl) | N-VA     |
| Échevin des Affaires sociales, de la Lutte contre la pauvreté, du Développement sociétal, de l'Égalité des chances, de l'Économie sociale, de l'Environnement et des Cultes. |           | Tom Meeuws (nl)        | sp.a     |
| Échevin des Sports, du Secteur du diamant, des Marchés et des foires. |           | Ludo Van Campenhout    | N-VA     |
| Échevin du Logement, du Patrimoine, du Tourisme, du Bien-être des animaux, de l'Entretien urbain et de quartier, de la Santé et des Soins aux personnes âgées                |           | Fons Duchateau (nl)    | N-VA     |

### Terrorisme islamiste
Anvers est présentée par la presse comme l'un des centres du terrorisme islamiste en Belgique,,. En 2014, celle-ci dénombrait quarante-six personnes de la commune parties combattre en Syrie. En 2017, on en compte 133.

## Population et société

### Démographie

#### Évolution démographique: Avant la fusion de 1983
- Sources : INS, Rem. : 1806 jusqu'en 1981 = recensements[47].
- 1871: annexion et échange de territoire partielle de Merksem (+? km² gain de 592 habitants).
- 1912: annexion et échange de territoire partielle de Berchem et Wilrijk (+2,09 km² perte de 36 habitants).
- 1923: annexion partielle de Burcht et Zwijndrecht (+11,77 km² avec 2.426 habitants).
- 1929: annexion de Oorderen, Oosterweel en Wilmarsdonk et partielle de Ekeren, Hoevenen, Merksem et Lillo (+46,29 km² avec 5.543 habitants).
- 1958: annexion de Berendrecht, Lillo et Zandvliet (+52,93 km² avec 7.249 habitants).

#### Évolution démographique de la commune fusionnée (1983-2024)
- Source : DGS - Remarque : 1831 jusqu'à 1981=recensement; depuis 1990=nombre d'habitants chaque 1er janvier[1]

### Évolution démographique: commune fusionnée (depuis 2025)
En tenant compte des anciennes communes entraînées dans la fusion de communes de 2025 on peut dresser l'évolution suivante:
- Source : DGS, de 1831 à 1981 = recensements population ; à partir de 1990 = nombre d'habitants chaque 1er janvier[1].

#### Répartition de la population
| Répartition de la population de la commune d'Anvers | Répartition de la population de la commune d'Anvers |
| --------------------------------------------------- | --------------------------------------------------- |
| Anvers (district)                                   | 204 742                                             |
| Berchem                                             | 41 802                                              |
| Berendrecht-Zandvliet-Lillo                         | 9 964                                               |
| Borgerhout                                          | 31 614                                              |
| Deurne                                              | 73 408                                              |
| Ekeren                                              | 32 262                                              |
| Hoboken                                             | 37 443                                              |
| Merksem                                             | 40 920                                              |
| Wilrijk                                             | 52 386                                              |
| Total (15 février 2012)                             | 508 698                                             |

#### Population étrangère et d'origine étrangère
En 2019, selon la Vlaamse Radio- en Televisieomroeporganisatie, plus de la moitié des habitants d'Anvers sont d'origine étrangère (49,9 % de la population anversoise est autochtone),.
| Pays (naissance) | Nombre | Pourcentage |
| ---------------- | ------ | ----------- |
| Maroc            | 40 884 | 8,82        |
| Turquie          | 12 805 | 3,1         |
| Bulgarie         | 1 938  | 0,5         |
| Algérie          | 1 586  | 0,4         |
| Roumanie         | 1 574  | 0,4         |

En 2021, selon le Stad in Cijfers de la ville d'Anvers, en prenant en compte la nationalité de naissance des parents, un tiers de la population de la ville est d'origine extra-européenne tous âges confondus et un peu plus de la moitié chez les moins de 20 ans. La principale nationalité d'origine est la nationalité marocaine avec 13,5 % de la population tous âges confondus et 22,4 % chez les moins de 20 ans.
| Tranche d'âge          | 0-19    |         | 20-59   |         | 60+     |         | Tous âges |         |
| ---------------------- | ------- | ------- | ------- | ------- | ------- | ------- | --------- | ------- |
| Région du monde (2021) | Nombre  | %       | Nombre  | %       | Nombre  | %       | Nombre    | %       |
| Europe                 | 64 029  | 48.9%   | 187 760 | 65.9%   | 101 977 | 89.8%   | 353 766   | 66.8%   |
| Maroc                  | 29 382  | 22.4%   | 36 382  | 12.8%   | 5 882   | 5.2%    | 71 646    | 13.5%   |
| Reste de l'Afrique     | 11 070  | 8.5%    | 14 976  | 5.3%    | 1 087   | 1.0%    | 27 133    | 5.1%    |
| Turquie                | 7 821   | 6.0%    | 13 045  | 4.6%    | 1 592   | 1.4%    | 22 458    | 4.2%    |
| Reste de l'Asie        | 14 868  | 11.4%   | 26 280  | 9.2%    | 2 303   | 2.0%    | 43 451    | 8.2%    |
| Reste du monde         | 3 403   | 2.6%    | 5 835   | 2.0%    | 746     | 0.7%    | 9 984     | 1.9%    |
| Inconnue               | 343     | 0.3%    | 537     | 0.2%    | 25      | 0.0%    | 905       | 0.2%    |
| Total                  | 130 916 | 100.00% | 284 815 | 100.00% | 113 612 | 100.00% | 529 343   | 100.00% |

Lecture : en 2021, 22,4 % des jeunes de moins de 20 ans de la ville d'Anvers sont d'origine marocaine (en prenant en compte la nationalité de naissance des parents)
Source : Inwoners naar herkomst, leeftijd (10 klassen) en geslacht, Stad in cijfers - Databank, 2021

### Religions

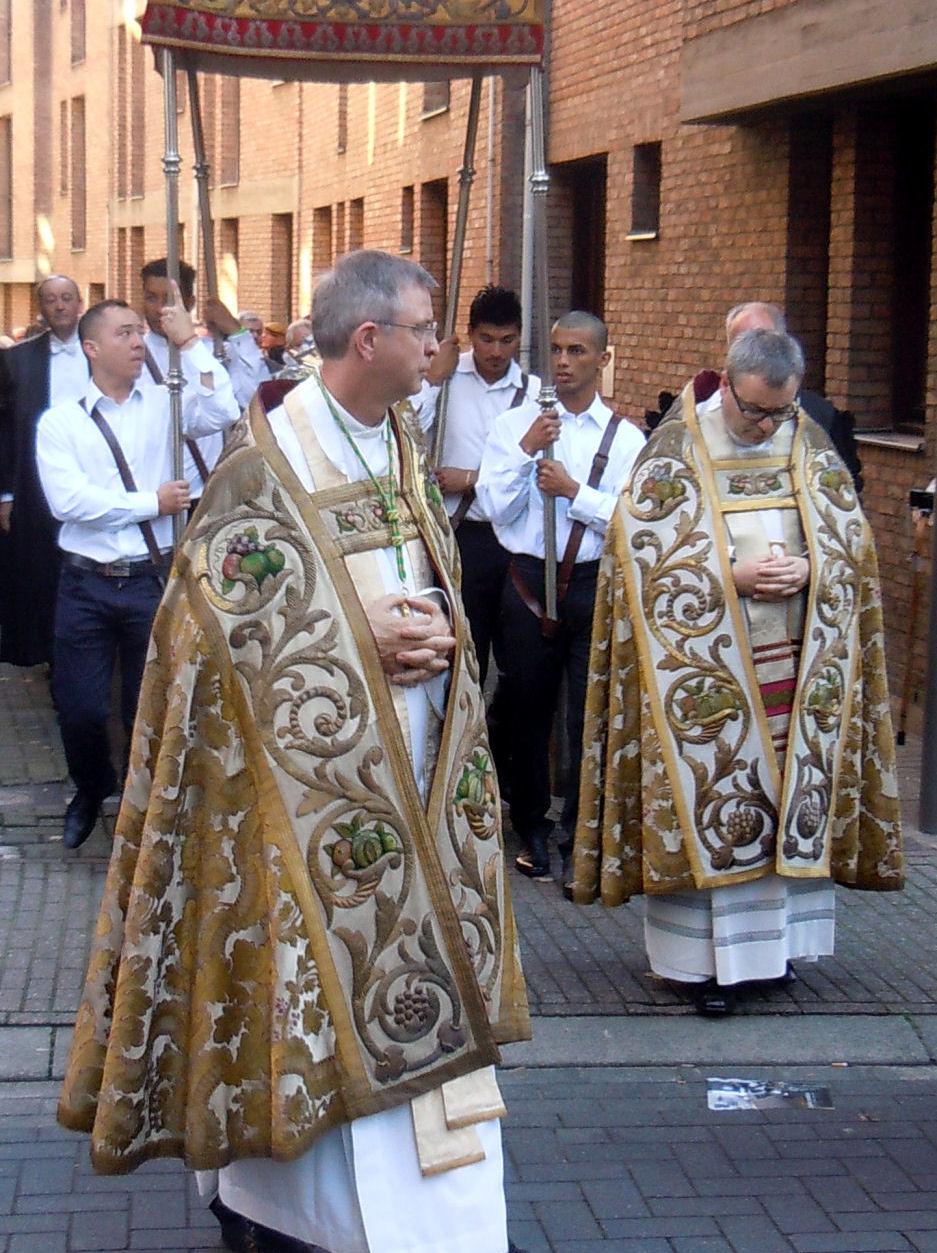
Johan Bonny, évêque d'Anvers, durant la Procession de l'Escaut.

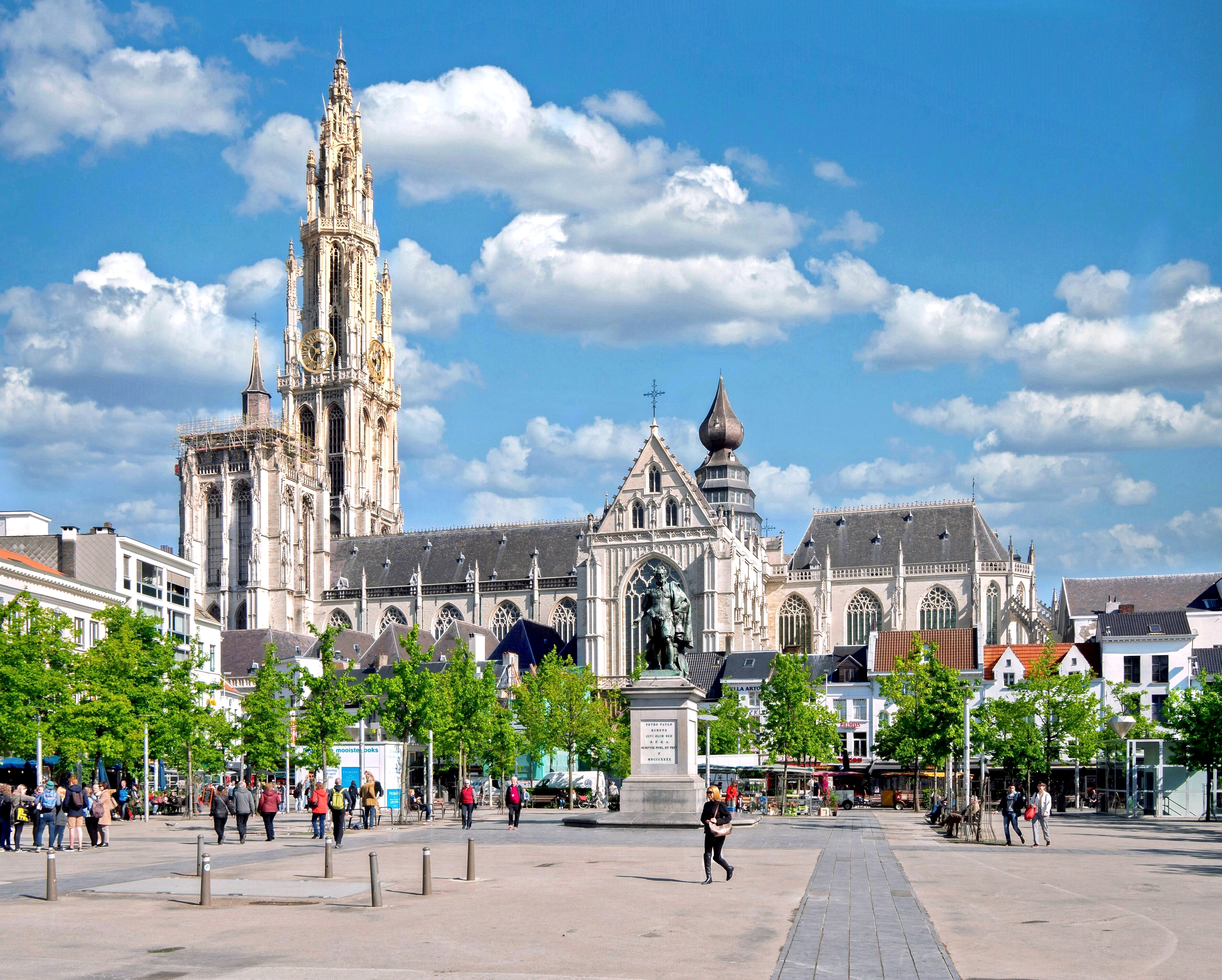
Cathédrale Notre-Dame.

À Anvers, la plupart des religions sont présentes.

#### Catholiques
L'Église catholique romaine compte le plus de fidèles à Anvers. La cité est aussi le siège du diocèse portant le même nom dont la cathédrale Onze-Lieve-Vrouwe (Notre-Dame) est l'église principale. Dans les pays voisins, Anvers est considérée comme un centre de l'Église catholique romaine (jésuites). La branche traditionaliste y est également présente par l'existence de la chapelle du Très Saint Sacrement et de ses fidèles.

#### Protestants
Anvers compte cinq paroisses protestantes, qui font partie de l'Église protestante unie de Belgique.

#### Évangéliques
Il y a une dizaine de communautés évangéliques néerlandophones à Anvers. Elles appartiennent à l’Evangelische Alliantie Vlaanderen (« Alliance évangélique de Flandre »). Elles sont représentées auprès des autorités belges par le CACPE conjointement avec les communautés protestantes.

#### Anglicans
L'Église d'Angleterre a une église à Anvers, où siège le curé-doyen pour la Belgique et le Luxembourg de l'archidiaconé d'Europe du Nord-Ouest, c'est-à-dire le Benelux.

#### Orthodoxes
Le patriarcat œcuménique de Constantinople compte une paroisse grecque-orthodoxe et une paroisse de tradition russe à Anvers. L'Église orthodoxe russe compte une paroisse. L'Église orthodoxe-romaine compte aussi une paroisse.

#### Islam
En 2013, 17,1 % de la population est musulmane, contre 18,8 en 2015. Anvers possède la première communauté musulmane de Belgique.

#### Communauté juive anversoise
Anvers et son agglomération abritent une importante communauté juive puisque plus de 15 000 juifs y résident. Aujourd'hui[Quand ?], Anvers est d'ailleurs, après Londres et devant Paris, le plus grand centre du judaïsme hassidique en Europe. Les courants Przeworsk (nl), Satmar, Belz (pl), Bobov et Loubavitch ont une solide implantation à Anvers. Un des temples notables de la communauté est la synagogue hollandaise. Historiquement, la communauté juive anversoise a notablement participé à l'expansion des secteurs bancaire et diamantaire de la ville.

#### Bouddhistes
À Anvers, on trouve des représentations de diverses tendances du bouddhisme :
- Bouddhisme vajrayāna
- Bouddhisme theravāda
- Zen
- Bouddhisme shin

#### Jaïnisme
Le commerce diamantaire indien à Anvers est essentiellement le fait de riches familles adeptes du jaïnisme. Elles ont fait construire le temple jaïn d'Anvers à leur usage.

#### Autres religions
- Église arménienne
- Bahaïsme
- Hindouisme
- Église catholique libérale
- Témoins de Jéhovah

### Enseignement supérieur
L'université d'Anvers forme une association avec les hautes écoles Hogere Zeevaartschool Antwerpen (École supérieure de navigation d'Anvers), Hogeschool Antwerpen, Karel de Grote-Hogeschool et Plantijnhogeschool. La Lessius Hogeschool s'est rattachée à la Katholieke Universiteit Leuven.
En partenariat depuis 2006 avec la Vrije Universiteit Brussel, se trouve à Wilrijk une faculté d'études comparatives des religions (en néerlandais, Faculteit voor Vergelijkende Godsdienstwetenschappen).
L'Académie royale des beaux-arts d'Anvers, fondée au XVIIe siècle, est à l'origine de ce qui est appelé aujourd'hui « l'école belge » dans le domaine de la mode après le passage des Six d'Anvers dans les années 1980. Pourtant, la mixité (une quarantaine de nationalité parmi les étudiants) de cette institution fait qu'il n'existe pas réellement de « style anverois ».

## Économie
L'autre pilier d'Anvers est le commerce du diamant, qui se déroule en grande partie dans le quartier diamantaire. 85 % des diamants bruts mondiaux transitent chaque année par le quartier, et en 2011, le chiffre d'affaires de ce secteur s'élevait à 56 milliards de dollars. La ville compte quatre bourses du diamant : le Diamond Club d'Anvers, la Beurs voor Diamanthandel, l'Antwerpsche Diamantkring et la Vrije Diamanthandel. L'histoire d'Anvers dans le commerce du diamant remonte au XVIe siècle, avec la création de la première guilde des tailleurs de diamants en 1584. L'industrie n'a jamais disparu d'Anvers et a même connu un second essor au début du XXe siècle. En 1924, Anvers comptait plus de 13 000 tailleurs de diamants. Depuis la Seconde Guerre mondiale, les familles de l'importante communauté juive hassidique dominent le commerce du diamant à Anvers, même si ces deux dernières décennies ont vu les négociants indiens et maronites du Liban et arméniens prendre une importance croissante. L'Antwerp World Diamond Centre (AWDC), successeur du Hoge Raad voor Diamant, joue un rôle important dans l'établissement de normes, la réglementation de l'éthique professionnelle, la formation et la promotion des intérêts d'Anvers en tant que capitale de l'industrie du diamant. [citation nécessaire] Cependant, ces dernières années, Anvers a connu un ralentissement du secteur du diamant, l'industrie se déplaçant vers des marchés du travail moins chers comme Dubaï ou l'Inde. L'industrie a évité les sanctions européennes de 2022 contre la Russie, bien que les importations en provenance d'ALROSA aient diminué. En cas d'interdiction, l'AWDC affirme que 10 000 emplois seraient menacés.

## Lieux touristiques

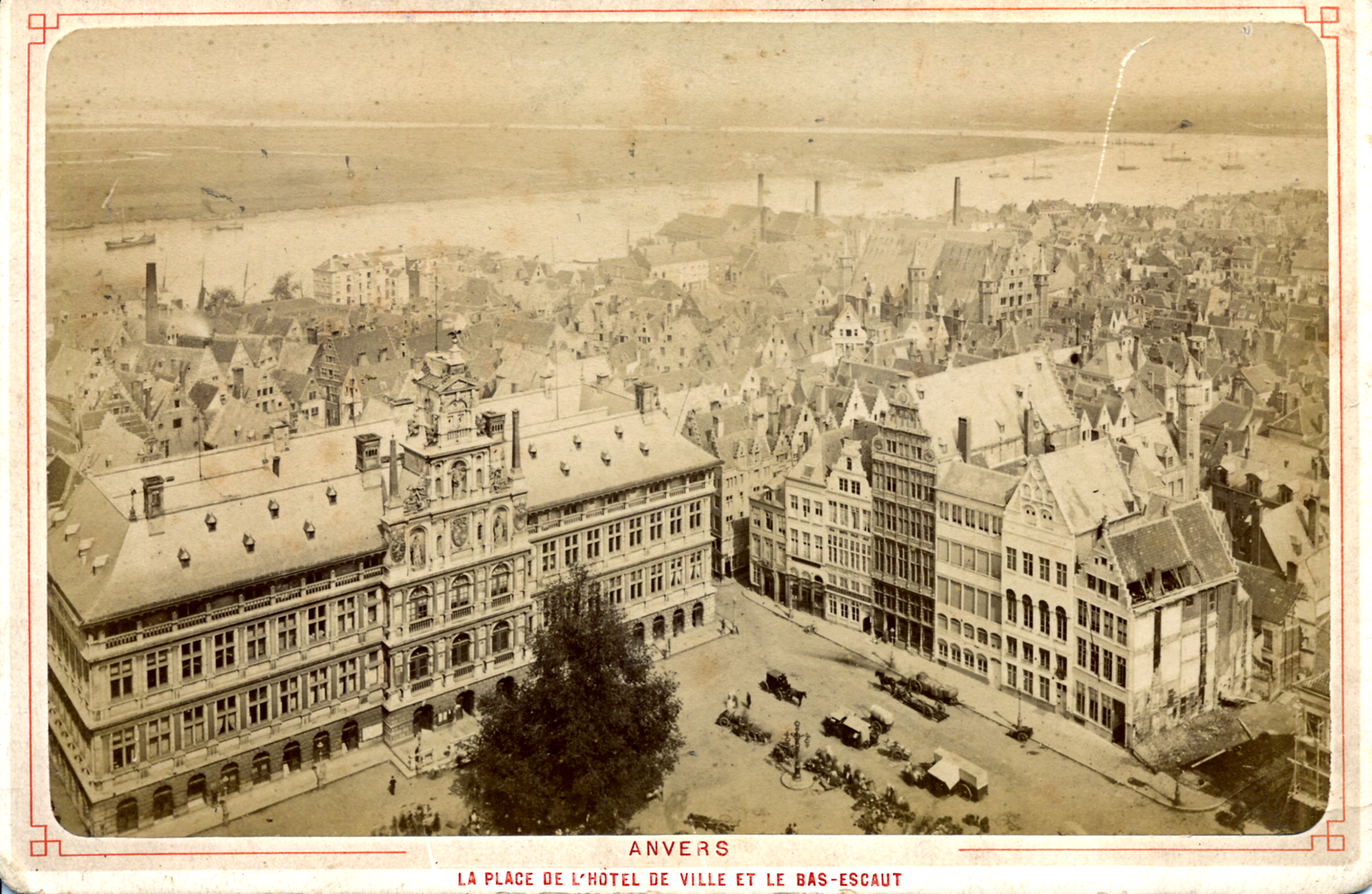
Anvers vers 1880.

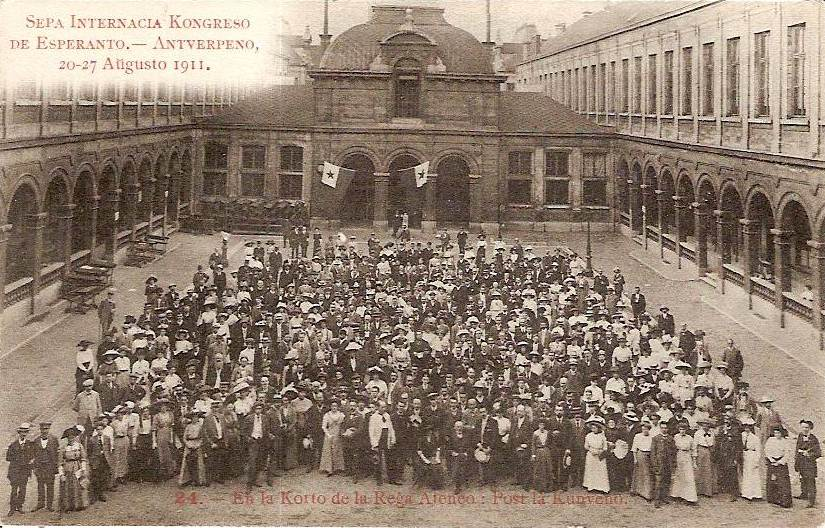
7e congrès mondial d’espéranto, 1911.

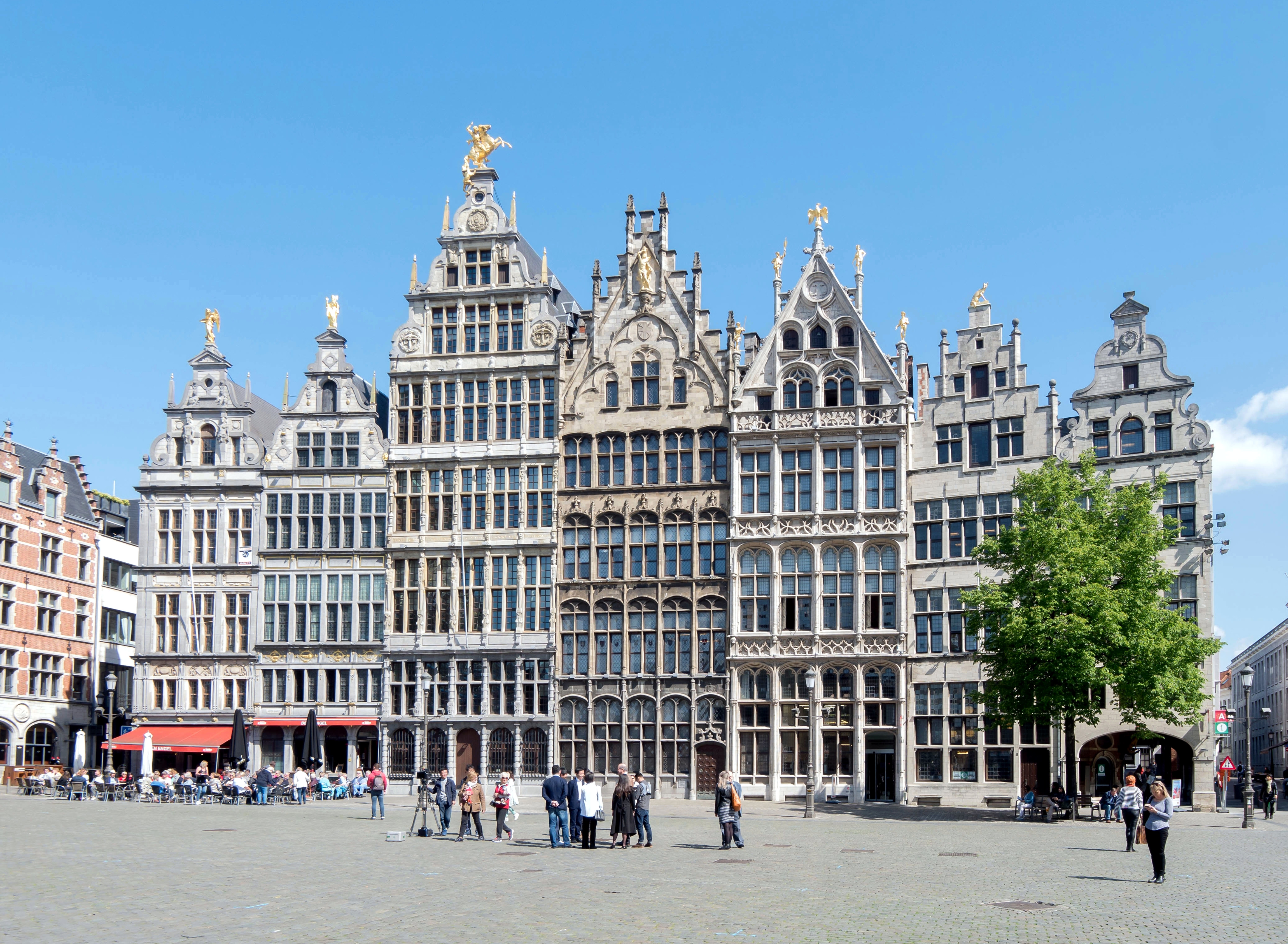
Maisons de maître sur la Grand-Place d'Anvers.

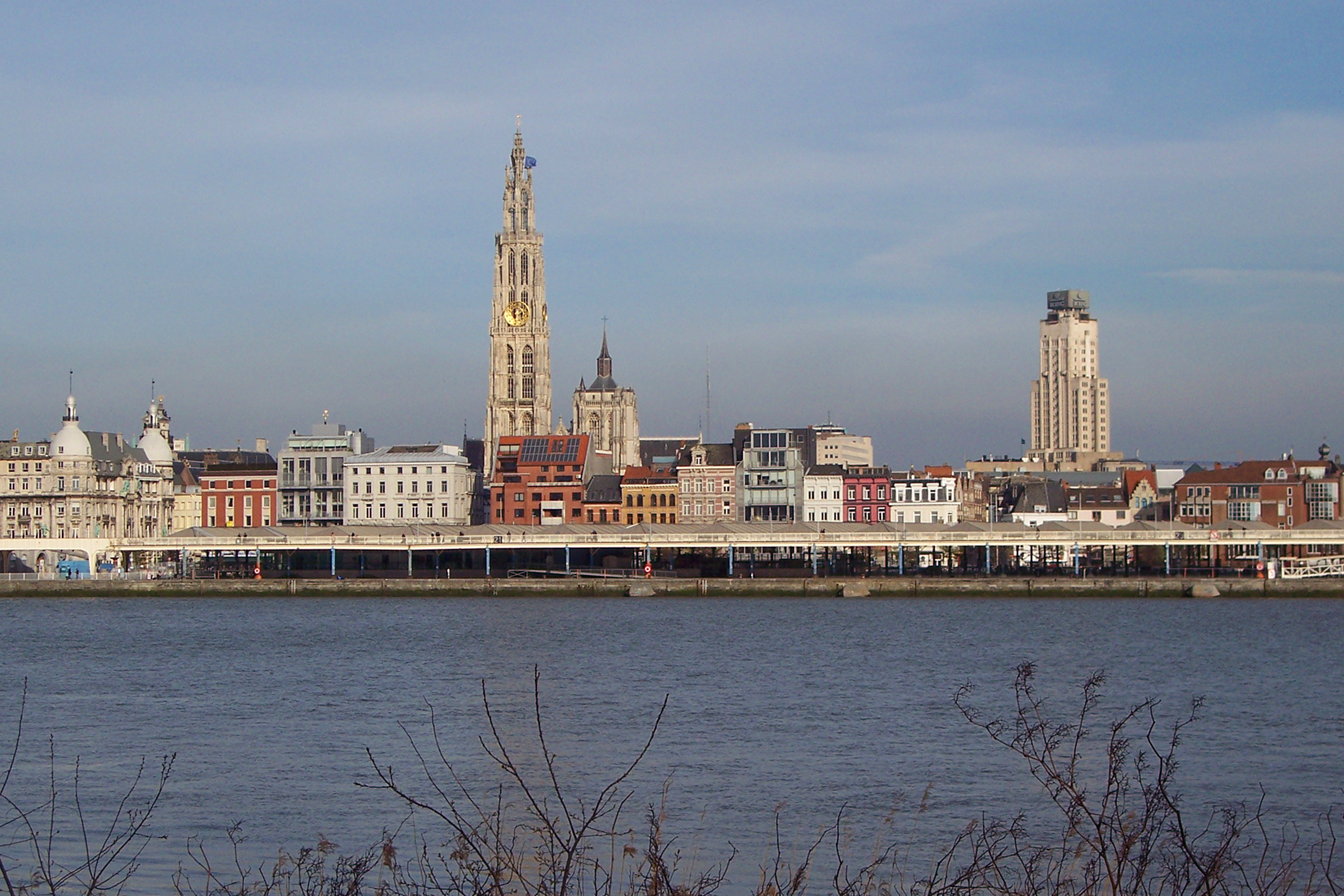
Anvers depuis l'autre rive de l'Escaut.

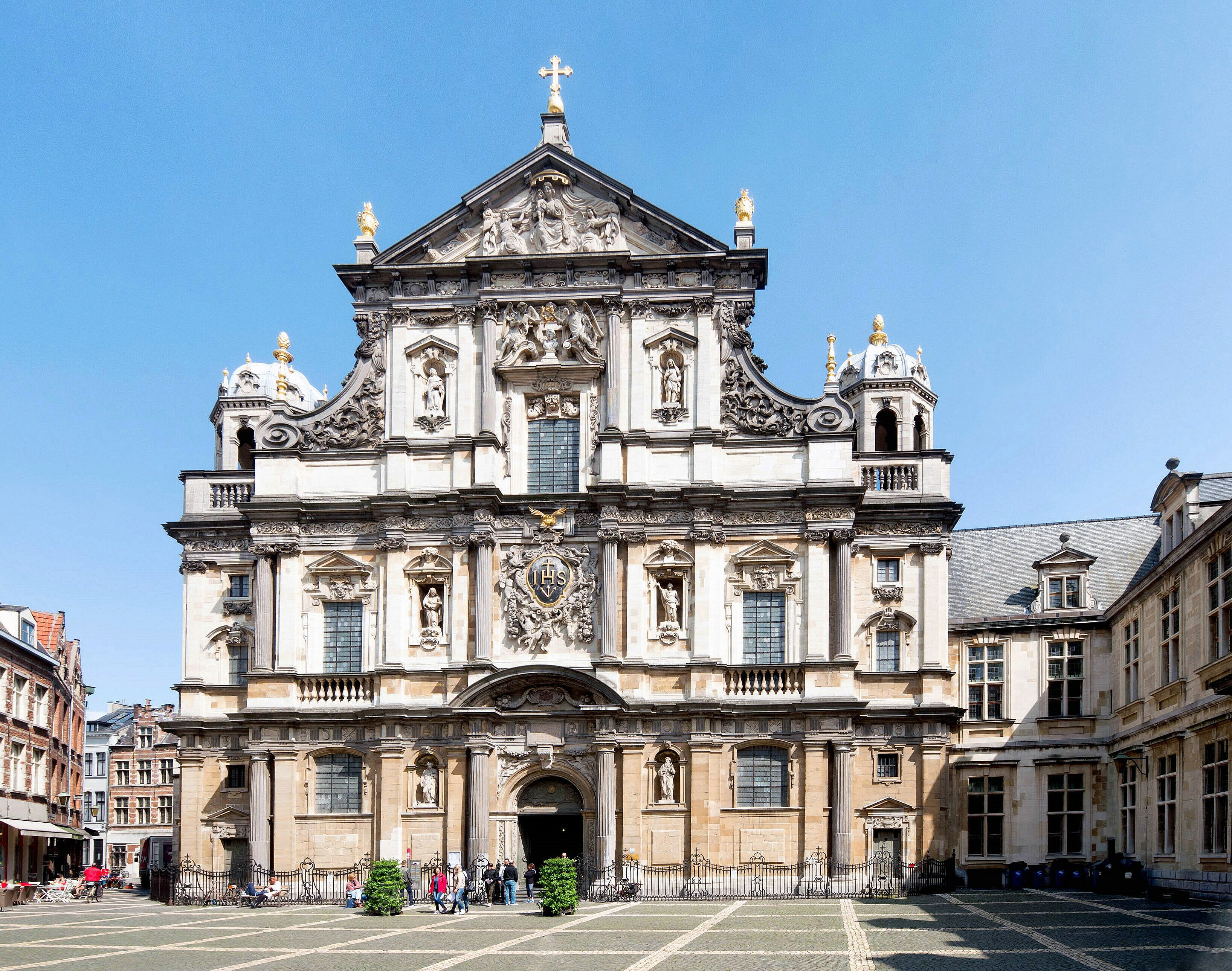
Église Saint-Charles-Borromée.

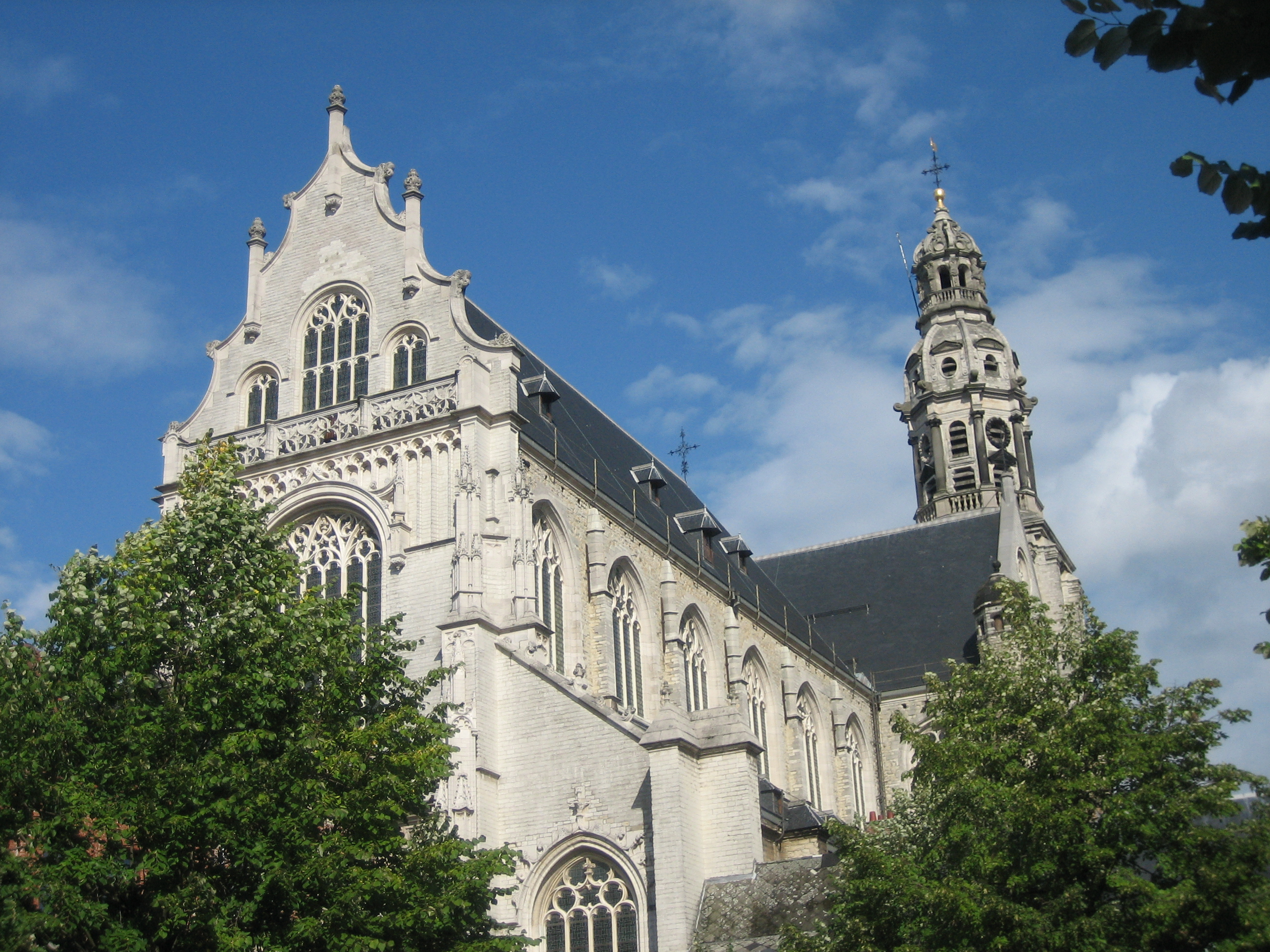
Église Saint-Paul.

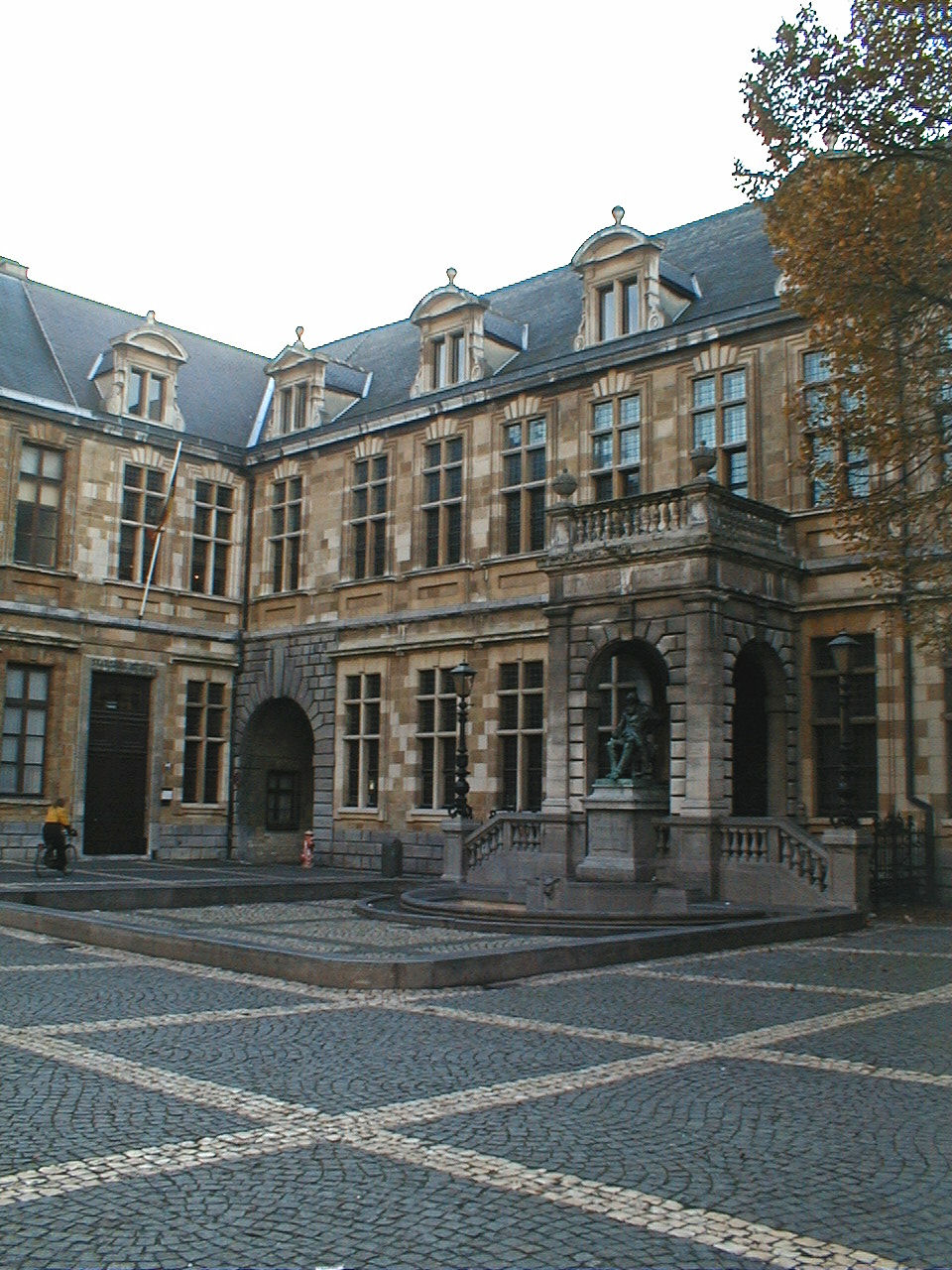
La place Hendrik Conscience (Hendrik Conscienceplein).

La ville est riche d'attractions touristiques. Anvers a accueilli trois fois le congrès mondial d’espéranto : en 1911, 1928 et 1982. En 1993, la ville reçoit la Pomme d'or, distinction internationale qui le consacre meilleur site touristique d’Europe. La même année, la ville est capitale européenne de la culture.

### Rues et places
La ville d'Anvers dispose de plusieurs rues et places notables :
- l'avenue De Keyser (De Keyserlei) se situe entre le Meir et la gare centrale. On y trouve plusieurs restaurants, magasins de luxe, ainsi que des chaînes de restauration rapide et également un Media Markt. L'avenue De Keyser donne également accès au complexe de cinémas de l'UGC Anvers ;
- la Grand-Place (Grote Markt), avec l'hôtel de ville et une statue de Brabo ;
- la place Verte (Groenplaats), avec la statue de Rubens ;
- le Meir, qui est la plus grande rue commerçante de la ville ;
- la place Reine Astrid (Koningin Astridplein), où se situent la gare d'Anvers-Central et le jardin zoologique ;
- le quartier des Diamantaires.

### Musées
Héritage de l'époque où elle assumait le rôle de centre de la finance et du mécénat artistique mondial, la ville d'Anvers est connue pour son importante densité de musées et de galeries d'art.

#### Musées communaux
- Maison de Hessen
- Maison de Rubens
- Museum aan de Stroom
- Musée d'Ethnographie (nl)
- Musée du Folklore
- Musée Mayer van den Bergh
- Musée Ridder Smidt van Gelder (nl)
- Musée national de la Marine
- Musée de sculpture en plein air de Middelheim
- Musée Plantin-Moretus
- Stedelijk Prentenkabinet (nl)
- Musée Vleeshuis
- Maison des lettres

#### Musées provinciaux
- Musée du diamant (nl)
- Musée de la photographie (FotoMuseum)
- Musée de la mode (MoMu)
- Zilvermuseum

#### Musée régional
- Musée royal des Beaux-Arts d'Anvers

#### Musées privés
- Esperantohuis Antwerpen (nl)
- Musée d’art contemporain d’Anvers (Museum van Hedendaagse Kunst Antwerpen)
- Musée Eugeen van Mieghem (nl)
- Musée du journal (nl) (Dagbladmuseum)

### Églises
Anvers compte de nombreuses églises, dont seules les principales sont listées ici.
- Cathédrale Notre-Dame, monument le plus connu, avec l'hôtel de ville.
- Église Saint-Charles-Borromée (St.-Carolus Borromeuskerk en néerlandais). Construite dans le style des églises italiennes de l'époque, de 1615 à 1621, par et pour les Jésuites anversois, lors de la Contre-Réforme avec la participation de Rubens. Ce dernier a contribué à concevoir le clocher, la façade, le maître-autel et les décors des plafonds, ainsi que de la chapelle de Marie (ou chapelle Houtappel du nom de son fondateur). 39 des peintures de Rubens ont été détruites lors d'un incendie. L'église possédait une collection de dentelles aujourd'hui exposée dans un musée aménagé dans une annexe de l'église.
- Église Saint-André (Sint-Andrieskerk en néerlandais), de style gothique tardif au mobilier baroque. Ce monument fut érigé au XVIe siècle par les Augustins, dans l'actuel quartier des antiquaires et de la mode. L'église abrite notamment une chaire monumentale, un ancien maître-autel venant de l'abbaye cistercienne de Hemiksem, et un monument funéraire à la mémoire de Mary Stuart (reine d'Écosse), ainsi qu'un grand tableau de Otto van Veen qui fut un des maîtres de Rubens.
- Église Saint-Jacques (Sint-Jacobskerk en néerlandais). Cette église de style gothique tardif construite de 1506 à 1656 était et reste un des points de départ des pèlerins vers Saint-Jacques-de-Compostelle. Elle abrite — outre la chapelle mortuaire de Rubens — 23 autels, des stalles, un jubé en marbre et un mobilier religieux plus tardif, presque entièrement de style baroque. Elle est ornée de tableaux de maîtres (Rubens, Jordaens, Van Balen et d'anciennes peintures murales y ont été remises à jour récemment. C'était l'église paroissiale de Rubens qui vivait à 300 mètres de là.
- Église Saint-Paul (Sint-Pauluskerk en néerlandais). Cet ancien prieuré et son jardin (orné d'un calvaire édifiant sur la souffrance et la résurrection du Christ) ont été construits par et pour l'ordre des dominicains, près de l'Escaut dans un style gothique tardif décoré à la manière baroque. Il abrite de nombreux autels richement décorés, de grandes orgues, plus de 200 statues et 50 tableaux dont les plus connus sont Les quinze Mystères du rosaire réalisés par onze peintres différents vers 1617-1618. Le public peut y admirer ou étudier quinze œuvres de Jordaens, Rubens, David Teniers l'Ancien, Van Balen, Antoine van Dyck.

### Autres bâtiments
- Hôtel de ville
- Ancien palais royal sur le Meir
- Maison Snijders&Rockox dans la rue de l'Empereur (Keizerstraat (nl))
- Le Steen
- « Hof van Liere » où le campus de l'université d'Anvers est situé
- La gare centrale
- Le nouveau palais de justice (en)
- La Boerentoren (« tour des Paysans »), premier gratte-ciel d'Europe
- Temple jaïn d'Anvers
- Maison Guiette
- Zurenborg, quartier Art nouveau à Anvers

### Autres attractions touristiques
- Le Schoonselhof, cimetière principal d'Anvers.
- Le Zoo d'Anvers, l'un des plus importants de Belgique
- Aquatopia
- Aujourd'hui, les visiteurs d'Anvers ne viennent pas seulement pour explorer le quartier des diamantaires, admirer les édifices baroques ou les chefs-d'œuvre de Rubens. Ils souhaitent également participer aux croisières en bateau qui leur font découvrir son port. Exceptionnel pour son gigantisme et les points de vue qu'il offre sur les rives de l'Escaut, ce site est devenu un haut lieu de la cité.
- Le Summer Festival est un événement de musique électronique et techno rassemblant plusieurs dizaines de milliers de spectateurs de diverses nationalités.

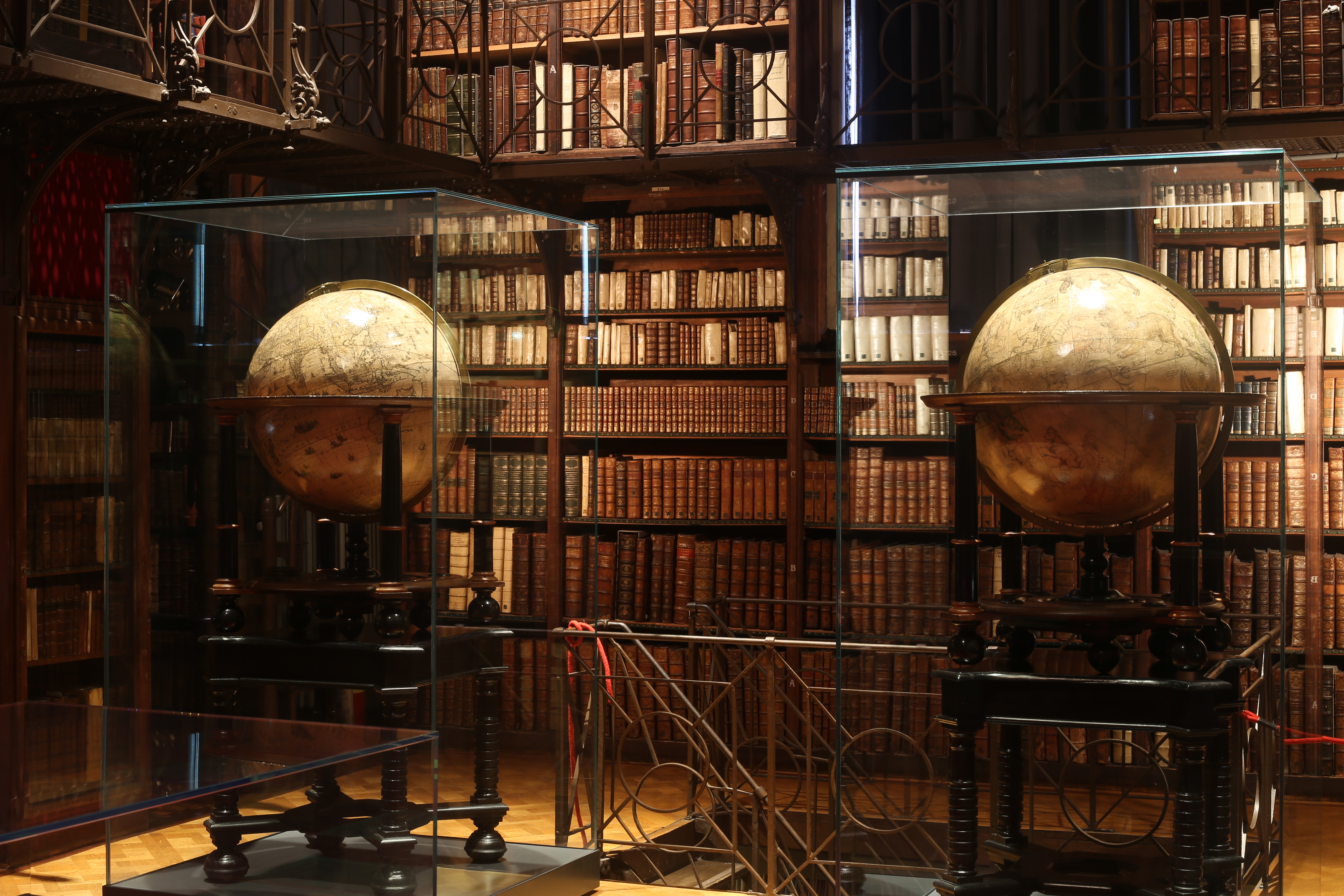
Globes céleste et terrestre Blaeu, 1645-1648, paire exposée dans une des salles de la Bibliothèque Patrimoniale.

### Lieux de culture
- La bibliothèque patrimoniale Hendrik Conscience (nl) expose dans une des salles la paire de Globes céleste et terrestre Blaeu, considérée comme des chefs-d’œuvre de la cartographie du XVIIe siècle.
- La ville dispose de nombreux lieux de culture, notamment théâtres et salles de spectacles.

## Cultures

### Langues
Le néerlandais est la langue officielle. L'anversois est souvent parlé dans les différentes communes d'Anvers. Le français est parlé par 3 % des habitants de la ville. Les immigrés et les fils d'immigrés marocains et turcs utilisent encore le berbère rifain, l'arabe marocain et le turc comme langue maternelle.

### Sport
Anvers a organisé les Jeux olympiques d'été de 1920 dans le stade du Beerschot AC, club prestigieux du sud de la ville. Le nom de l'emplacement où joue l'équipe est appelé « Stade olympique d'Anvers » en rappel des JO que la ville a organisés.
Anvers a longtemps possédé trois équipes de football principales : le Royal Anvers FC (le plus vieux club de football belge), le FC Germinal Ekeren (disparu en 2013), et le Royal Berchem Sport.
Le cyclisme est florissant au Palais des sports où l'on trouve un vélodrome et un nouveau hall d'exposition. Le 25 juin 2006, le championnat belge de cyclisme y a été organisé, et l'espoir est de l'y accueillir à nouveau.
Le tennis est très présent à Anvers avec les Proximus Diamond Games, tournoi organisé chaque année dans le palais des sports et plus grand tournoi de tennis féminin en intérieur. D'une valeur d'un million d'euros, le trophée est une raquette de tennis en argent sertie de diamants. Pour gagner ce prix, il faut s'imposer trois fois au tournoi dans une période de cinq ans. Pour le moment, seule Amélie Mauresmo l'a remporté. Venus Williams a gagné deux fois le tournoi mais s'est fait battre par Amélie Mauresmo.
En handball, deux clubs ont fait les beaux jours de cette discipline, le KV Sasja HC Hoboken qui compte un large palmarès national et qui évolue en BeNe League et l'Olse Merksem HC qui remporta quant à lui une seule fois le championnat de Belgique.
En dames, c'est le DHW Antwerpen qui domine depuis quelques années le championnat de Belgique avec le Fémina Visé, ce club est la fusion de la section dame du KV Sasja HC Hoboken et de la première équipe dame du HV Uilenspiegel Wilrijk, un club qui est connu pour avoir fait valoir le handball féminin dans les années 1960 en remportant 8 titres de champion de Belgique et 1 coupe de Belgique, d'où le nom Dames Hoboken Wilrijk Antwerpen.
Anvers a aussi une équipe de basket-ball appelée Antwerp Giants.
Le Anvers Rugby Club (ARC) se développe fortement depuis plusieurs années, et profite de l'attractivité du port d'Anvers pour attirer de nombreux joueurs étrangers. L'équipe 1 de l'ARC figure régulièrement dans le haut du tableau de 2e division nationale, et ambitionne une promotion en 1re division. L'école de rugby ainsi que l'équipe féminine font systématiquement bonne figure sur la scène nationale, et font de l'ARC un acteur incontournable du monde du rugby belge.
Les One Love Roller Dolls (en), ligue de roller derby d'Anvers, championnes de Belgique et classées 33e dans le classement européen, a été fondée en février 2010.
Anvers a aussi des champions de boxe thaïlandaise tels que Werner Konings (nl), Daniëlla Somers (nl), Xavier Fraeyman, Jan Van Denderen, Murat Direkçi (nl) ou encore Luc Kempeneers (nl).

#### Principaux clubs de la ville
Roller derby
One Love Roller Dolls (en)
Football
- Royal Antwerp Football Club (évolue en D1A Belge
- K Berchem Sport 2004 (évolue en D3 Belge)
- K Merksem-Antwerpen Noord SC (évolue en Promotion)
- KFCO Beerschot-Wilrijk (évolue en première provincial)
- K Rochus Deurne (évolue en deuxième provincial)
- K Tubantia Borgerhout VK (évolue en quatrième provincial)
- KSC Maccabi Antwerp (évolue en quatrième provincial)
- Royal Antwerp Football Club (féminines) (évolue en BeNe League)

Basket-ball
- Antwerp Giants (évolue en première division)

Hockey sur gazon
- Royal Beerschot Hockey Club

Hockey-sur-glace
- Phantoms Deurne (évolue en D1 Belge)
- Olympia IHC
- Brabo IHC

Handball
- KV Sasja HC Hoboken (évolue en D1 Belge)
- Olse Merksem HC (évolue en D1 Belge)
- DHW Antwerpen (évolue en D1 Belge )
- HV Uilenspiegel Wilrijk (évolue en D1 Belge  et en Superliga )
- HC't Noorden (évolue en Promotion)

Baseball
- Royal Greys BSC (évolue en D1 Belge)

Waterpolo
- Koninklijke Antwerpse Zwemclub Scaldis (évolue en D1 Belge)

Natation
- Koninklijke Antwerpse Zwemclub Scaldis

Athlétisme
- Olse Merksem (Olse Atletiek Club)

#### Principaux clubs de la ville ayant disparu
Football
- K Beerschot VAC (disparu en 1999)
- Antwerp Football Alliance (disparu en 1912)
- Association sportive Anvers-Borgerhout (disparu avant 1926)
- Racing Club Anvers-Deurne (disparu en 1933)
- KRC Borgerhout (disparu en 1960)
- KSK Hoboken (disparu en 2004)
- DVC 't Rozeke Antwerpen (disparu en 2003)
- Beerschot AC Dames
- K Beerschot Antwerpen Club (disparu en 2013)

Hockey sur glace
- Cercle des Patineurs Anversoises, Antwerp
- Antwerp Ice Hockey Club
- Le Puck d'Anvers, Antwerp

### Sorties
À Anvers il y a beaucoup d'endroits où l'on peut sortir tels que des cafés, des restaurants ou encore des boîtes de nuit. À proximité des quais de l'Escaut, on trouve diverses boîtes de nuit, des restaurants et des tavernes. Le grand parc triangulaire de la ville et les quartiers plus au sud comptent des cafés, des clubs et des boîtes qu'animent des DJ.

### Magasins
- Le Meir est une des plus grandes rues commerçantes de Belgique où de grandes multinationales sont établies. Celle-ci va de la Teniersplaats jusqu'à la Huidevettersstraat.
- Le boulevard De Keyser se situe à l'emplacement de la gare centrale. On y trouve des restaurants et des fast-food. On y trouve aussi l'entrée du cinéma UGC.
- Le centre commercial Grand Bazar (nl) est le plus grand centre commercial à l'intérieur de la ville. L'entrée principale se trouve sur et sous la Groenplaats. Le sous-sol accueille un Carrefour Market (ex-GB) qui est le plus grand supermarché de la ville.
- Dans la Huidevettersstraat, on trouve les magasins de luxe tels que Gucci ou Louis Vuitton.
- Dans la Kloosterstraat (nl) sont installés des brocanteurs où chiner sculptures, vieux meubles, mobilier d'intérieur et objets de tous styles.
- La Kammenstraat (nl) est une autre rue commerçante plus populaire auprès des jeunes et jalonnée de boutiques branchées. Elle est parallèle à la Nationalestraat (nl), autre rue commerçante.

### Spécialités

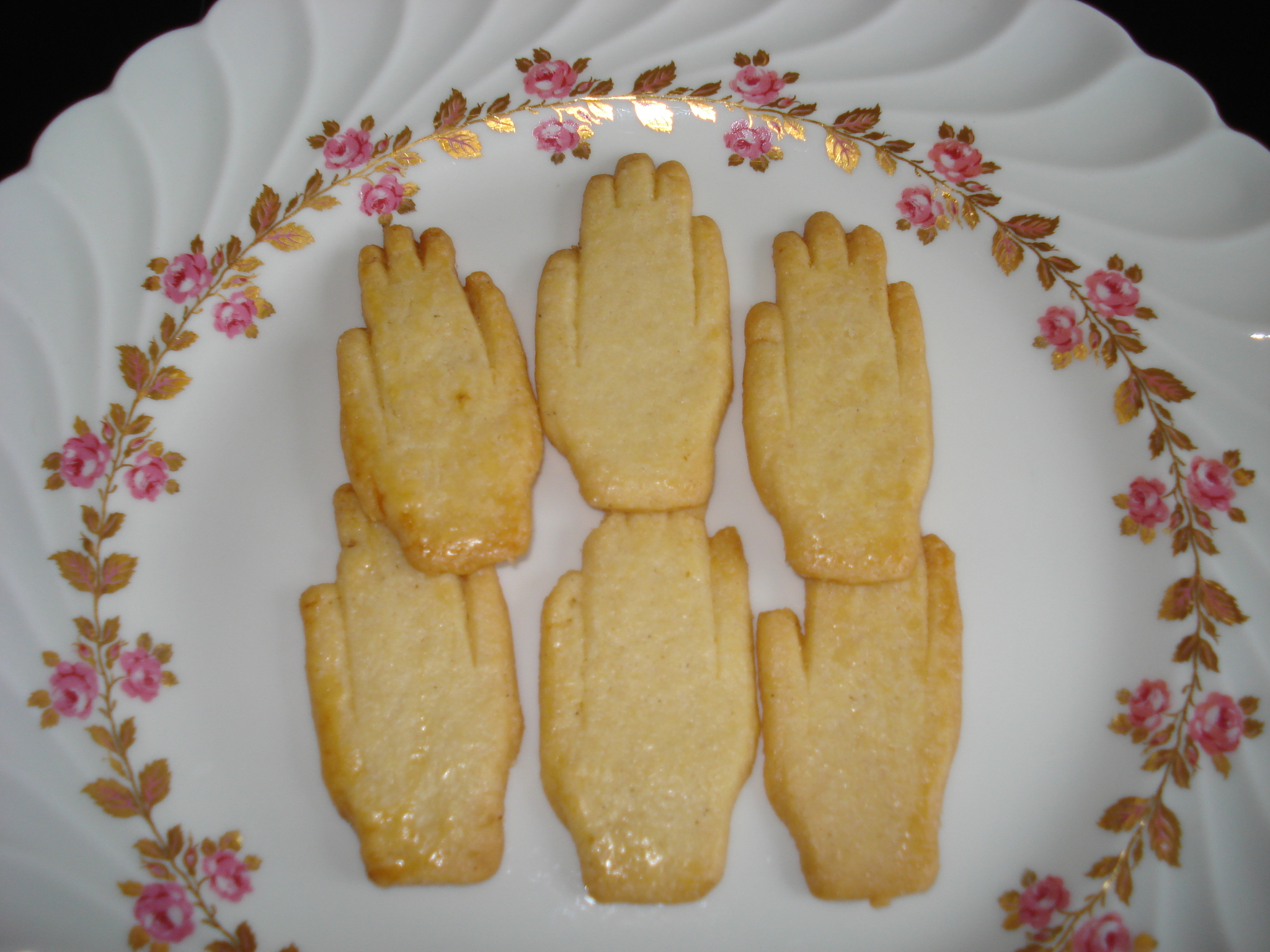
Mains d'Anvers.

- Mains d'Anvers, pâtisserie reconnue par l'Union européenne comme spécialité traditionnelle garantie.

## Anversois connus
Par ordre chronologique :
| - Béatrice Soetkens (vers 1348), héroïne d'une légende religieuse populaire. - Matthaeus Pipelare (actif vers 1498-1500), compositeur et maître de chant. - Quentin Metsys (1466-1530), peintre. - Jan van Dornicke (vers 1470-vers 1527), peintre. - Jan Gossaert (1478-1532), peintre. - Thomas Grammaye (?-1535), administrateur de la monnaie des Pays-Bas méridionaux. - Joos van Cleve (1485-vers 1540/1541), peintre. - Joachim Patinier (1485-1524), peintre. - Anna Bijns (1493-1575), poétesse. - Pieter Aertsen (1508-1575), peintre. - Jérémie Makiese, chanteur. - Charles de Cocquiel (1508-?), aumônier de la ville. - Jan Matsys (vers 1510–1575), peintre. - Tielman Susato (1510/1515-1570), compositeur, instrumentiste et éditeur de musique. - Cornelis Floris de Vriendt (1514-1575), architecte et sculpteur. - Christophe Plantin (1514/1520-1589), relieur et imprimeur. - Liévin van Brecht (1515-1158), poète néo-latin. - Hubert Waelrant (1517-1595), compositeur, professeur et éditeur. - Bécan (1519-1572), humaniste et médecin. - Pieter Brueghel l'Ancien (vers 1525-1568), dessinateur et peintre. - Abraham Ortelius (1527-1598), cartographe. - Cornelius Kiliaan (1529-1607), lexicographe, linguiste, traducteur et poète. - Willem van Haecht (vers 1530-après 1585), dessinateur, dramaturge, libraire et poète. - Maarten de Vos (1532-1603), peintre. - Frédéric Perrenot de Granvelle (1536-1602), gouverneur d'Anvers - Jan van der Noot (vers 1537-entre 1595 et 1601), poète en langues française et néerlandaise. - Hans Ruckers (vers 1540-1598), facteur de clavecins. - Philippe de Marnix de Sainte-Aldegonde (1540-1598), diplomate, homme politique et bras droit de Guillaume d'Orange. - Noé Faignient (1540-avant 1600), compositeur. - Séverin Cornet (vers 1540-1582/1583), compositeur. - Emanuel Adriaenssen (1540 ou 55-1604), luthiste et compositeur. - André Pevernage (1542/1543-1591), compositeur. - Jan Moretus (1543-1610), imprimeur. - Pierre Phalèse le Jeune (1545-1629), imprimeur et éditeur. - Michel Coignet (1549-1623), mathématicien et fabricant d'instruments. - Hendrick van Balen (1560-1632), peintre. - John Bull (1562/1563-1628), compositeur. - Joos de Momper (1564-1635), peintre. - François d'Aguilon (1567-1617), jésuite, mathématicien et architecte. - Jan Brueghel l'Ancien (1568-1625), peintre. - Egidius Sadeler (vers 1570-1629), peintre. - Pierre Paul Rubens (1577-1640), peintre. - Abraham Verhoeven (1575-1652), gazetier. - Frans Snyders (1579-1657), peintre. - Guilliam van Nieuwelandt (1584-1635), peintre et écrivain. - Cornelis de Vos (1584-1651), peintre. - Guilielmus Messaus (1589-1640), compositeur. - Joan Ijsermans (vers 1590-1631), dramaturge. - Cornelis Schut (1597-1655), peintre. - Cornelis Schut III (vers 1629-1685), peintre. - Jacques Jordaens (1593-1678), peintre. - Pieter Lisaert IV (1595-vers 1630), peintre. - Antoon van Dyck (1599-1641), peintre. - François de Licht, humaniste et humoriste, XVIIe siècle. - Adriaen van Utrecht (1599-1652), peintre. - Jonker Frederico Cornelio de Conincq (1606-1649), noble et rhétoricien. - David Teniers le Jeune (1610-1690), peintre. - Leonora Duarte (1610-1678), compositrice et musicienne. - Philippus van Steelant (1611-1670), compositeur. - Jan Fyt (1611-1661), peintre. | - Willem Ogier (1618-1689), rhétoricien. - Franciscus Loots (1627- ?), compositeur. - Hendrik Abbé (1639-1677), peintre, graveur et architecte. - Daniel Bellemans (1641-1674), poète. - Barbara Ogier (1648-1720), dramaturge. - Franciscus Gysbrechts (1649- après 1676), peintre. - Willem Kerrickx (1652-1719, sculpteur. - Balthazar Beschey (1708-1776), peintre. - Henri Joseph Antonissen (1737-1794), peintre. - André Lens (1739-1822), peintre. - Hendrik de Cort (1742-1810), peintre. - Guillaume Herreyns (1743-1827), peintre. - Simon Denis (1755-1813), peintre. - Balthasar Ommeganck (1755-1826), peintre. - Petrus van Regemorter (1755-1830), peintre. - Jean Aloys Joseph de Bosschaert (1757-?), homme politique français. - Frans Balthazar Solvyns (1760-1884), peintre et graveur. - Jan-Pieter Suremont (1762-1831), compositeur et musicologue. - Jan van Dael (1764-1824), peintre. - Joseph-Jean Le Grelle (1764-1822), fondateur de la Banque Joseph - J. le Grelle en 1792. - Mathieu-Ignace Van Brée (1773-1839), peintre, sculpteur et architecte. - Martin Verstappen (1773-1852), peintre. - Jean-Henri Simon (1783-1861), compositeur de musique. - Gérard Comte Le Grelle (1793 - 1871) premier bourgmestre d'Anvers (1831-1848), membre du Congrès national. - François-Henri Laenen (1801-1849), architecte. - Gustave Wappers (1803-1874), peintre. - Ferdinand Marinus (1808-1890), peintre. - Antoine Bessems (1809-1868), violoniste et compositeur - Hendrik Conscience (1812-1883), écrivain. - Henri Leys (1815-1869), peintre. - Marin Henri Jansen (1817-1893), officier de marine et océanographe, né à Anvers. - Jacob Karsman (1818-1886), homme d'affaires, poète et militant flamingant. - Constance Teichmann (1824-1896), mécène, philanthrope et infirmière. - Peter Benoit (1834-1901, compositeur et professeur de musique. - Henriette van den Bergh (1838-1920, fondatrice du musée Mayer van den Bergh. - Henri de Braekeleer (1840-1888), peintre. - Frantz Jourdain (1847-1935), architecte. - Jules Bilmeyer (1850-1920), architecte. - Jan Blockx (1851-1912), compositeur. - Jef Lambeaux (1852-1908), sculpteur. - Victor Alexis dela Montagne (1854-1915), poète. - Georges Eekhoud (1854-1927), écrivain. - Henri Cassiers (1858-1944), illustrateur et affichiste. - Arthur Van Gehuchten (1861-1914), biologiste. - Max Elskamp (1862-1931), écrivain. - Willy de Coninck (1863-1897), poète. - Henry Van de Velde (1863-1957), peintre et architecte. - Bernard Tokkie (1867-1942), chanteur d'opéra. - Lodewijk Mortelmans (1868-1952), compositeur. - Louis Franck (1868-1937), juriste, homme politique et homme d'État. - Marten Rudelsheim (1873-1920), flamingant. - Émile van Averbeke (1876–1946), architecte. - Willem Elsschot (1882-1960), écrivain. - Nico Gunzburg (1882-1984), avocat et criminologue. - Jules Schmalzigaug (1882-1917), peintre futuriste. - Jef van Hoof (1886-1959), compositeur. - Georges Vantongerloo (1886-1965), peintre et sculpteur. - Margriet Baers (1889-1922), enseignante et féministe. | - Jan Vanderheyden (1890-1961), scénariste, réalisateur et producteur cinématographique. - Werner Ackermann (de) (1892-1982), auteur allemand opposant au nazisme. - Paul van Ostaijen (1896-1928), poète. - Marnix Gijsen (1899-1984), écrivain. - Albert Lilar (1900-1976), ministre. - Maurice Gilliams (1900-1982), romancier, poète et critique d'art. - Michel Seuphor (1901-1999), critique d'art, peintre abstrait, écrivain. - Edith Kiel (1904-1993), scénariste, réalisatrice, éditrice et productrice. - André Cluytens (1905-1967), chef d’orchestre. - Jacques de Duve (1911-1978), patriote belge. - Edward Vissers (1912-1994), coureur cycliste, né et mort à Anvers. - Antoinette Feuerwerker (1912-2003), juriste et éducatrice française, membre de la Résistance. - Yvonne Verbeeck (1913-2012), chanteuse et comédienne. - Edward Schillebeeckx (1914-2009), théologien dominicain. - Paul de Roubaix (1914-2004), réalisateur. - Paule Renard (1915-2006), assistante sociale et résistante. - Chaim Kreiswirth (1918-2001), pendant 50 ans Rabbin-en-chef de la communauté hassidique anversoise. - Vic Gentils (1919-1997), sculpteur. - Hubert Lampo (1920-2006), écrivain. - Raoul Lévy (1922-1966), producteur et réalisateur de films à Paris. - Jean F.E. Marquet (1923-1991), docteur en médecine et oto-rhino-laryngologiste. - Louise Servaes (1923-2010), artiste plasticienne. - Jacques Sternberg (1923-2006), écrivain. - Paul Van Hoeydonck, né en 1925, sculpteur. - Alfred Blondel, né en 1926, sculpteur. - Jan Vansina (1929-2017), historien et anthropologue. - Jef Geeraerts, (1930-2015), écrivain. - Françoise Mallet-Joris (1930-2016), écrivaine. - Jacqueline Fontyn, née en 1930, compositrice. - Georges Schoeters (1930-1994), fondateur du Front de Libération du Québec. - Dora Janssen, née en 1936, collectionneuse d'art. - Wannes Van de Velde (1937-2008), chansonnier, musicien, poète et artiste plasticien. - Panamarenko, né en 1940, artiste, peintre, sculpteur, assembleur et inventeur. - Harry Kümel, né en 1940, réalisateur. - Robbe De Hert, né en 1942, réalisateur. - Herman de Coninck (1944-1997), poète. - Frank Peeters, né en 1947, photographe. - Reinhilde Decleir (1948-2022), actrice et metteuse en scène. - Carl Verbraeken, né en 1950, compositeur. - Anne-Mie Van Kerckhoven, née en 1951, artiste multimedia. - Hélène Jacubowitz, née en 1952, sculptrice. - Kristien Hemmerechts, née en 1955, écrivaine. - José Ramet, né en 1955, médecin pédiatre. - Tom Lanoye, né en 1958, écrivain. - Pascal de Duve (1964-1993), écrivain. - Bart Moeyaert, né en 1964. écrivain. - Tom Barman, né en 1972, leader du groupe dEUS. - Sidi Larbi Cherkaoui, né en 1976, chorégraphe et danseur. - Sara Bals, née en 1977, scientifique spécialisée en nanosciences. - Matthias Schoenaerts, né en 1977, acteur. - Tia Hellebaut, née en 1978, championne olympique de saut en hauteur en 2008. - Aline Sax née en 1984, historienne et autrice de livres pour la jeunesse. - Toby Alderweireld, né en 1989, footballeur. - Romelu Lukaku, né en 1993, footballeur. - Sebbe de Buck, né en 1995, snowboardeur. - Laura Tesoro, née en 1996, chanteuse représentante de la Belgique à l'Eurovision en 2016. - Tamino, né en 1996, auteur-compositeur-interprète et musicien. |

## Jumelages
| Ville | Ville                    | Pays | Pays           | Période                   |
| ----- | ------------------------ | ---- | -------------- | ------------------------- |
|       | Akhisar                  |      | Turquie        | depuis 1988               |
|       | Barcelone                |      | Espagne        | depuis 1997               |
|       | Chongqing                |      | Chine          |                           |
|       | Durban                   |      | Afrique du Sud |                           |
|       | Haïfa                    |      | Israël         | depuis 1995               |
|       | Le Cap                   |      | Afrique du Sud | depuis 1996               |
|       | Ludwigshafen-sur-le-Rhin |      | Allemagne      | depuis 1998               |
|       | Marseille                |      | France         | depuis 1958               |
|       | Mulhouse                 |      | France         | depuis le 30 janvier 1956 |
|       | Oslo                     |      | Norvège        |                           |
|       | Paramaribo               |      | Suriname       |                           |
|       | Rostock                  |      | Allemagne      | depuis 1963               |
|       | Rotterdam                |      | Pays-Bas       | depuis 1940               |
|       | Saint-Pétersbourg        |      | Russie         | depuis 1958               |
|       | Shanghai                 |      | Chine          | depuis 1984               |